# Parti libéral-démocrate (Japon)
Pour les articles homonymes, voir Parti libéral-démocrate.

Symbole électoral du Parti libéral-démocrate.

Le Parti libéral-démocrate (自由民主党, Jiyūminshutō), souvent abrégé en Jimintō (自民党) au Japon et PLD en français, est le plus important parti politique japonais, et la principale force de droite et conservatrice du pays. Il a pratiquement toujours gouverné le pays depuis sa création en 1955, sauf pendant un intermède de dix mois entre 1993 et 1994, et pendant trois ans après sa défaite aux élections législatives du 30 août 2009. Le parti ne doit pas être confondu avec le Parti libéral de 1998, aujourd'hui disparu et qui a fusionné avec le Parti démocrate du Japon pour devenir le Parti démocrate progressiste, principal parti d'opposition jusqu'en 2017 ; ni avec le Parti libéral de 2016, un ancien petit parti social-libéral.
Le PLD se compose de factions de différentes sensibilités idéologiques, allant du libéralisme jusqu'à l'extrême droite, constituées autour d’une figure puissante du parti ralliant autour d’elle des élus. Le parti détient de solides connivences avec la haute administration et les grandes entreprises, ce qui, conjugué à un fort taux d'abstention, lui permet de dominer la vie politique japonaise depuis des décennies.
Le parti subit une défaite majeure aux élections de 2007 à la chambre haute, et n'a plus la majorité au sein de la Chambre des conseillers, puis perd le contrôle de la Chambre des représentants à la suite de la nette victoire de son principal rival, le Parti démocrate du Japon (PDJ) du centre gauche, aux élections législatives du 30 août 2009.
Le 26 septembre 2012, l'ancien Premier ministre Shinzō Abe retrouve la présidence du parti cinq ans après l'avoir quittée. Connu pour être un « faucon » sur les questions de sécurité et en matière de relations avec les voisins asiatiques du Japon, il a été élu après avoir mené une campagne résolument nationaliste. Il remplace à ce poste, et à celui de chef de l'opposition, Sadakazu Tanigaki, qui avait été élu à la suite de la défaite le 28 septembre 2009 pour un mandat de trois ans, et qui a choisi de ne pas se représenter une fois celui-ci arrivé à son terme. Lors des élections législatives du 16 décembre 2012, le PLD retrouve la majorité absolue à la Chambre des représentants. Puis, aux élections du 21 juillet 2013, le parti regagne également, avec ses alliés du Nouveau Kōmeitō, la majorité à la Chambre des conseillers. La fonction de Premier ministre est ensuite exercée par Yoshihide Suga (2020-2021), Fumio Kishida (2021-2024), et enfin Shigeru Ishiba (depuis 2024).

## Histoire

### Fondation

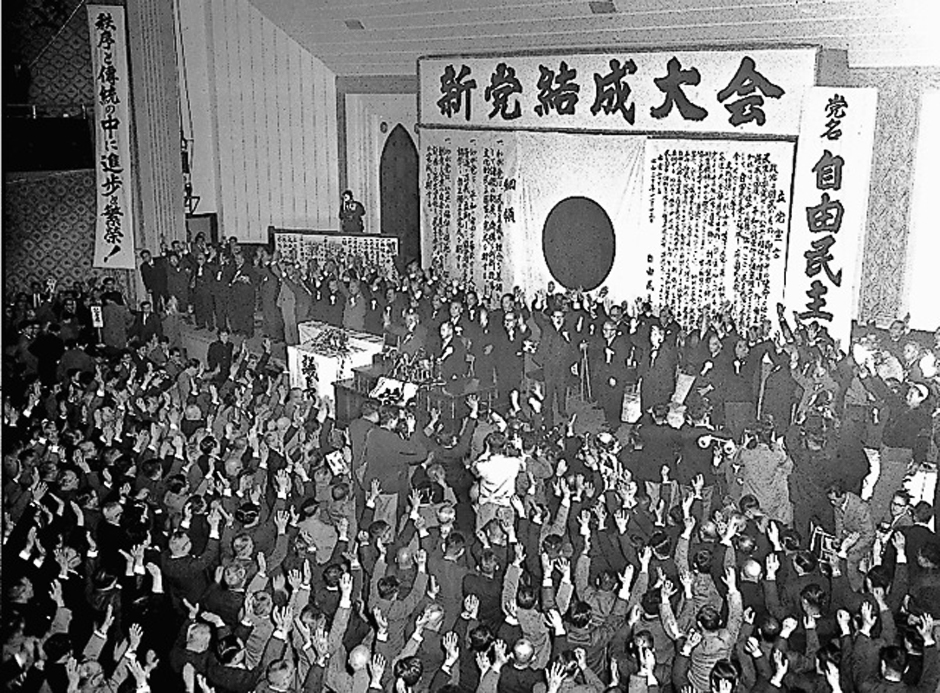
Congrès fondateur du PLD, le 15 novembre 1955.

« Le Parti libéral-démocrate est formé le 15 novembre 1955 afin de contrer la montée à l'époque du Parti socialiste japonais, par la fusion des deux principaux partis de centre droit, jusqu'alors opposés, qui dominaient la vie politique japonaise depuis la fin de la Seconde Guerre mondiale » :
- le Parti libéral fondé en novembre 1945 par d'anciens cadres politiques des deux grands partis constitutionnels d'avant-guerre, dont Ichirō Hatoyama, mais dominé à partir de 1946, après la purge de ces derniers, par Shigeru Yoshida, au pouvoir de 1946 à 1947 et de 1948 à 1954, d'inspiration libérale, comme son nom l'indique, et mettant l'accent sur la reconstruction économique et industrielle du Japon comme meilleur moyen de restaurer la notabilité du pays sur la scène internationale (reconstruction qui doit donc être encadrée par l'État selon une acceptation keynésienne), et poussant l'interprétation pacifiste au plus loin (délégation de la souveraineté diplomatique et militaire aux États-Unis, du moins dans un premier temps). Il est conservateur sur le plan social et fermement anti-communiste.
- le Parti démocrate du Japon (日本民主党, Nihon Minshutō?) — à ne pas confondre avec l'actuel Parti démocrate du Japon qui est aujourd'hui le principal adversaire du PLD — fondé en novembre 1954 par Ichirō Hatoyama sur les bases de ses anciens partisans au sein du Parti libéral et de l'ancien Parti progressiste du Japon (日本進歩党, Nihon Shinpotō?), créé le 16 novembre 1945 et qui a changé ensuite plusieurs fois de nom. Plus au centre que le Parti libéral, il est moins concentré sur les dossiers économiques et plus sur les questions sociales et diplomatiques. Il est favorable à un certain retour du Japon sur la scène internationale et à la réconciliation nationale, notamment par le biais de l'amnistie de certains accusés de crimes de guerre, et, tout en soutenant activement l'alliance américaine, il veut également développer la coopération asiatique et n'est pas hostile à l'ouverture des relations diplomatiques avec l'URSS (ce qui sera fait en 1956 par Ichirō Hatoyama).

Des années 1950 aux années 1970, la Central Intelligence Agency des États-Unis a dépensé des millions de dollars pour tenter d'influencer les élections au Japon afin de favoriser le LDP contre les partis de gauche tels que les socialistes et les communistes,, bien que cela n'ait pas été révélé avant le milieu des années 1990, date à laquelle cela a été dévoilé par le New York Times.

### Le Parti au pouvoir (1955-1993)

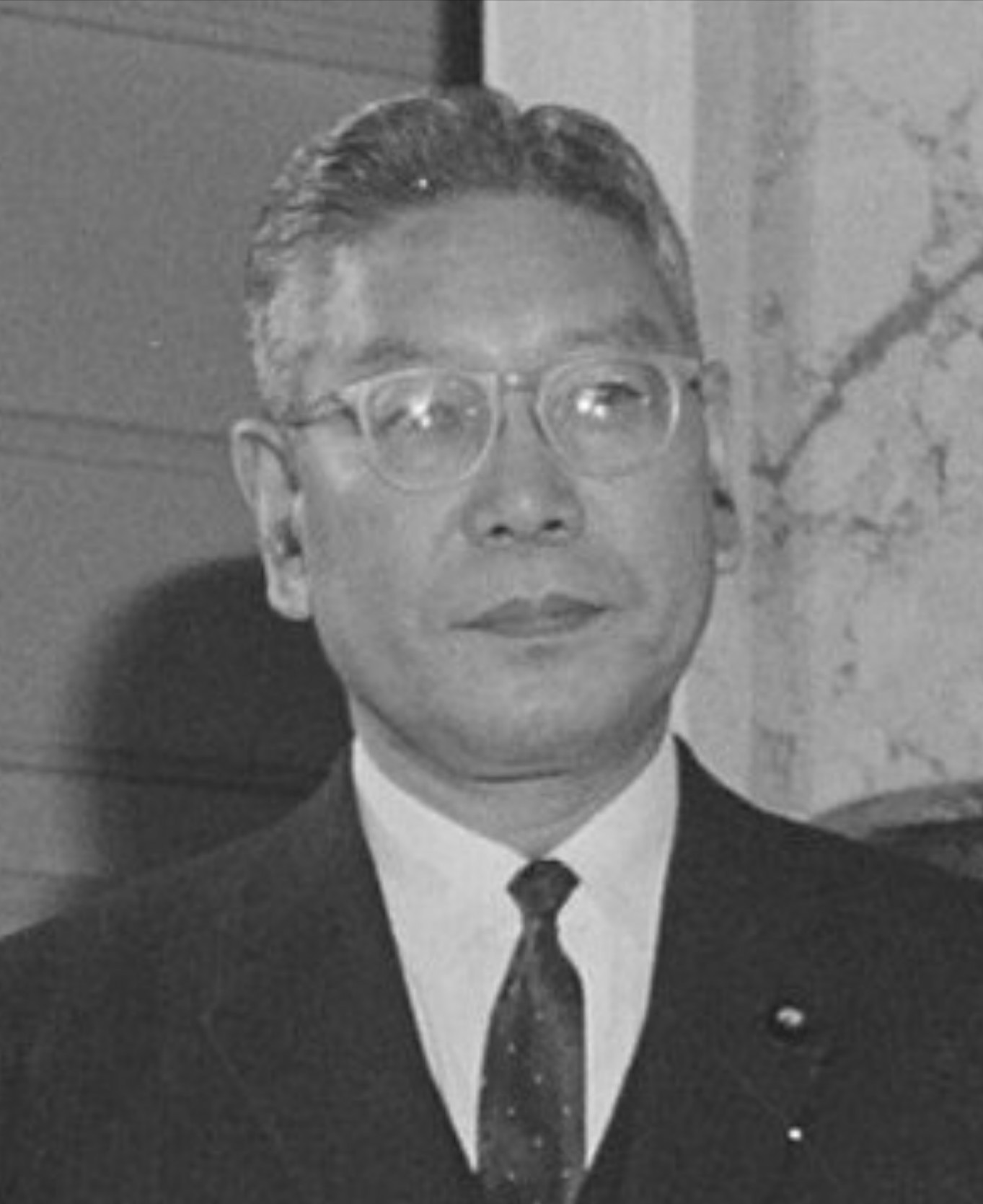
Hayato Ikeda.

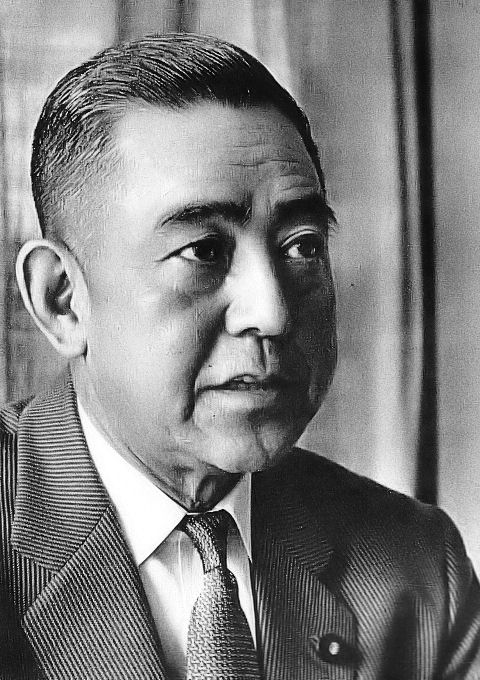
Eisaku Satō.

Tous les Premiers ministres japonais, entre 1955 et 1993, entre 1996 et 2009, et depuis 2012, proviennent de ce parti. Il a eu seul la majorité absolue à la Chambre des représentants de 1955 à 1976, de 1980 à 1983, de 1986 à 1993 et de 2005 à 2009, et à la Chambre des conseillers de 1959 à 1977 et de 1980 à 1989. Il bénéficie surtout, pendant les années 1960, 1970 et 1980, du miracle économique japonais dont il est également en partie l'artisan.
Le PLD met en place durant les années 1960, essentiellement à l'instigation des Premiers ministres Hayato Ikeda (1960-1964) puis Eisaku Satō (1964-1972) un État-providence particulièrement développé, basé sur un important appareil administratif (tout particulièrement le puissant MITI), de nombreuses aides sociales et une politique de grands travaux (chemin de fer, autoroutes et routes, infrastructures publiques, le tout étant géré par de grosses entreprises publiques telles que la JNR pour le rail, la JH pour les routes ou encore la Japan Post). Il met également l'accent sur les valeurs traditionnelles japonaises de la famille, du travail et de la fidélité à son entreprise. Cela lui vaut de se constituer une base électorale pendant longtemps solide au sein des classes moyennes, des salariés, des fonctionnaires et des petits agriculteurs. Son organisation s'appuie sur le modèle des factions internes, groupements plus ou moins rivaux réunis derrière certaines figures majeures, nécessitant le maintien d'un perpétuel consensus entre ces différentes tendances qui se répartissent par la concertation les postes clés du gouvernement et de la direction du parti.
Cette recherche du consensus n'empêche pas quelques rivalités et luttes internes, notamment, durant les années 1970, entre Kakuei Tanaka et Takeo Fukuda. Le premier développe, à partir de son groupe de soutien financier Etsuzankai, la pratique par laquelle l'homme politique se sert de sa position nationale pour favoriser le développement de sa circonscription, tandis que le second met en place la première réelle contestation du régime des factions en ouvrant les élections du président du parti aux militants des fédérations locales en 1978.
Le PLD a tissé à partir des années 1960 des liens avec la secte Moon. Au fil du temps, des dizaines de ses parlementaires ont conclu des accords avec la secte pour élargir leur base électorale. Cela les a conduit à adopter les positions de la secte dans plusieurs domaines, comme sur la révision de la Constitution ou sur le rejet des droits des minorités sexuelles.

### Scandales des années 1970 et 1980
Toutefois, des scandales politico-financiers à répétition à partir de la fin des années 1970 vont considérablement entacher son image. Les deux principaux d'entre eux furent :

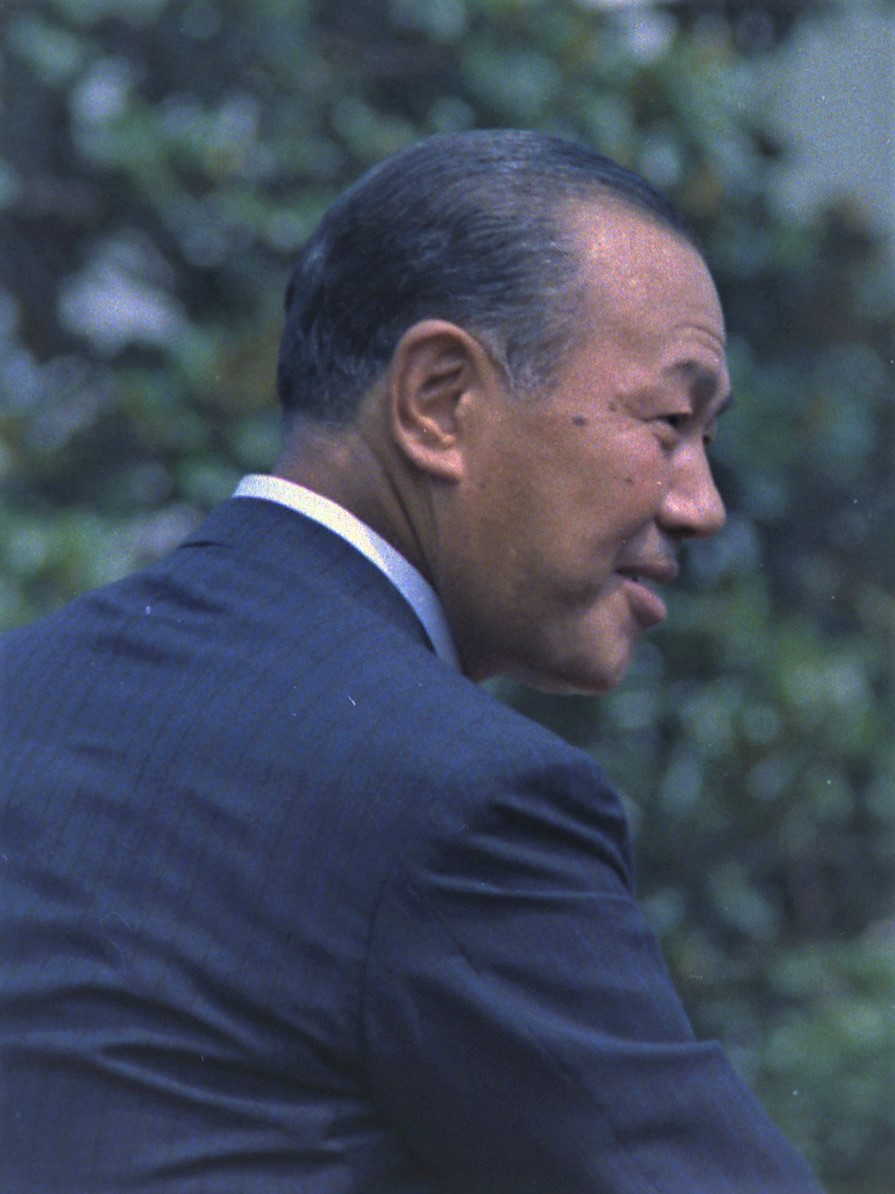
Kakuei Tanaka.

- le Scandale Lockheed : démasqué par la Commission des Relations extérieures de la Chambre des conseillers en 1976, révélant que l'ancien Premier ministre, encore à cette époque une figure majeure du parti, Kakuei Tanaka ainsi que d'autres membres du gouvernement avaient touché de fortes sommes d'argent (environ deux millions de dollars pour Tanaka) de la part du constructeur aéronautique américain Lockheed Corporation afin de favoriser l'achat par la All Nippon Airways de 21 jets Lockheed L-1011 TriStar. Le scandale met en avant également des liens obscurs entre la haute-fonction publique d'État, fortement contrôlée par le PLD, et la figure majeure du crime organisé japonais Yoshio Kodama, présentant ce dernier comme un intermédiaire entre la CIA, les hautes sphères de l'État japonais et les yakuza. Kakuei Tanaka est condamné à quatre ans de prison le 12 octobre 1983, après un procès retentissant.
- le Scandale Recruit : parti de la simple découverte en 1988 par des journalistes de l'Asahi Shinbun, et révélée par le quotidien du Parti communiste Shinbun Akahata (le directeur de l'Asahi ayant refusé la publication), de la corruption d'un petit élu local concernant un marché de construction. L'affaire s'étend bientôt, révélant un vaste marché de corruption impliquant de nombreux chefs d'entreprise (notamment de l'opérateur de téléphonie NTT et des journaux Yomiuri Shinbun et Nihon Keizai Shinbun) et parlementaires (une quarantaine, dont le Premier ministre de l'époque Noboru Takeshita, son secrétaire général du Cabinet Takao Fujinami et l'ancien chef de gouvernement et figure majeure de la politique japonaise pendant la majeure partie des années 1980 Yasuhiro Nakasone, mais aussi parmi les dirigeants des principaux partis d'opposition) ayant reçu des « contributions » de la part du groupe de gestion des ressources humains Recruit afin que l'État rachète à des prix largement surévalués la société Cosmos, ancienne filiale de Recruit.

À cela s'ajoute l'éclatement de la bulle spéculative japonaise au début des années 1990 et les pressions diplomatiques de plus en plus vives des États-Unis dans le cadre du cycle d'Uruguay du GATT (1986-1994) contre les mesures protectionnistes touchant les secteurs phares de l'économie japonaise (l'automobile ou l'électronique), qui remettent en question le modèle japonais d'État-providence mis en place par le PLD. Déjà ce dernier avait dû en 1987 lancer la privatisation et le démantèlement en plusieurs entreprises de l'un des piliers du service public japonais, la compagnie nationale de chemin de fer JNR.

### Retrait du pouvoir (1993-1996)

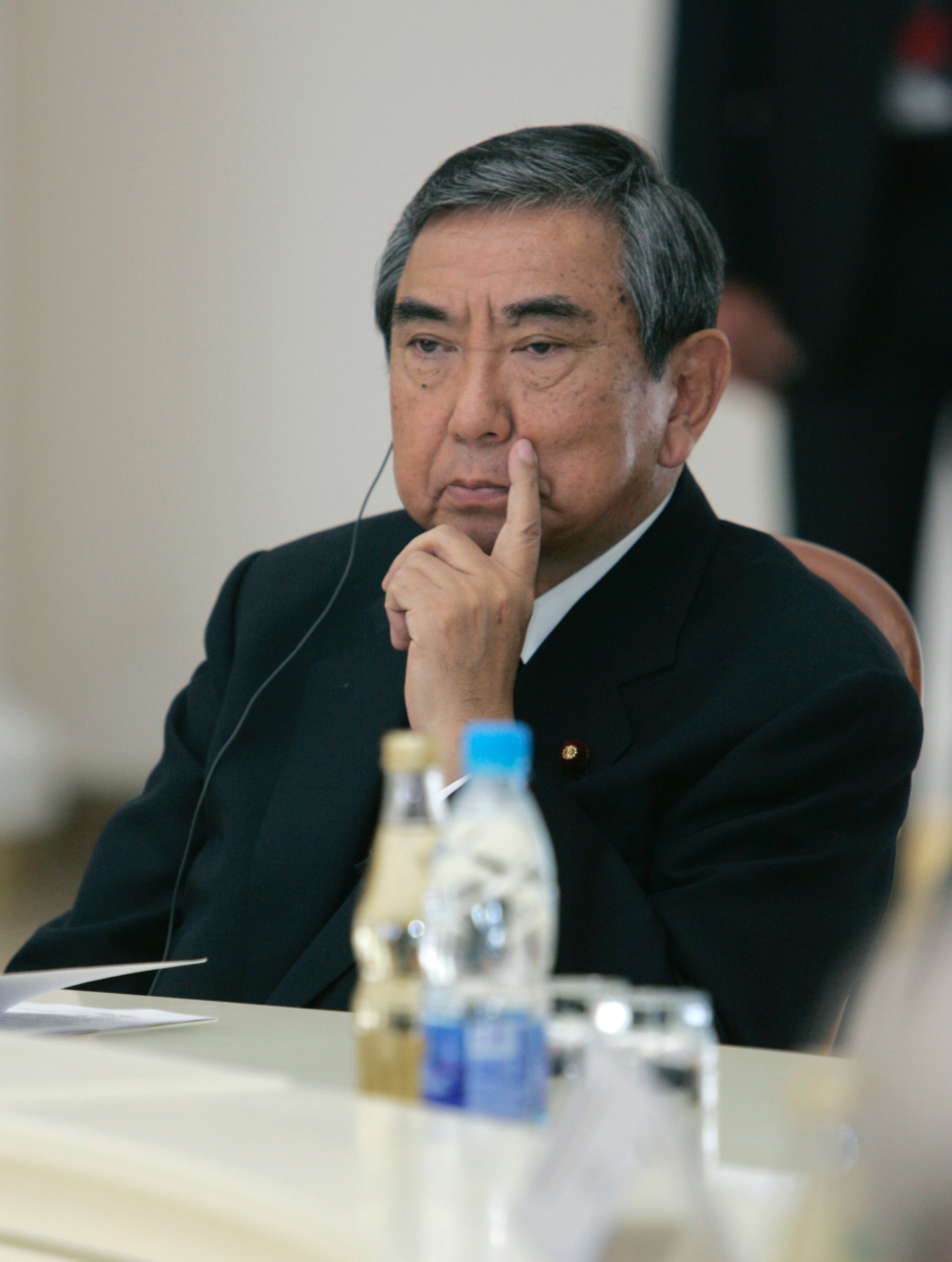
Yōhei Kōno, le premier président du PLD (1993-1995) à n'avoir jamais été Premier ministre.

Dans ce contexte, de plus en plus de voix s'élèvent, notamment au sein d'une jeune génération d'élus du PLD gagnés par les idées libérales de Ronald Reagan ou Margaret Thatcher, pour réformer en profondeur la politique japonaise, la rendre plus transparente et réduire ses pesanteurs administratives et l'appareil d'État. L'apogée de ce mouvement de contestation interne atteint son apogée durant les années 1992 et 1993 avec la création de plusieurs partis dissidents du PLD :
- le Nouveau parti du Japon : fondé en 1992 par Morihiro Hosokawa, ancien député et ancien gouverneur de la préfecture de Kumamoto, d'inspiration libérale et appelant à une moralisation de la vie politique japonaise. Ce nouveau parti ne fragilise le PLD dans un premier temps qu'à l'échelon local, aucun parlementaire du parti n'y adhérant. Il obtient sa première représentation parlementaire aux élections à la Chambre des conseillers en 1992, avec 4 élus, puis entre à la Chambre des représentants lors des élections législatives de juillet 1993 avec 35 sièges.
- le Nouveau Parti pionnier : fondé le 22 juin 1993 par 10 députés issus de la jeune génération réformiste du PLD (dont Masayoshi Takemura, Shusei Tanaka ou encore Yukio Hatoyama, petit-fils du fondateur du PLD), hostiles à la vieille garde du parti qu'elle juge corrompue et appelant également à une moralisation de la politique japonaise, et qui ont donc voté quelques jours auparavant pour la motion de censure déposée par l'opposition et qui fit chuter le gouvernement PLD de Kiichi Miyazawa. Elle obtient, à la suite des élections législatives de 1993, 13 députés.
- le Parti de la Renaissance ou Shinseitō : fondé le 23 juin 1993 par 44 parlementaires (36 représentants et 8 conseillers) ayant voté également quelques jours auparavant la motion de censure contre le gouvernement PLD de Kiichi Miyazawa. Il est dirigé par Tsutomu Hata et Ichirō Ozawa qui ont quitté le parti après une lutte de succession pour prendre la tête de la faction Takeshita, gravement touché par le scandale Lockheed : celle-ci opposait une aile réformatrice libérale, celle de Hata et Ozawa, à une branche favorable au maintien de la ligne traditionnelle de la faction au sein du PLD, derrière Keizō Obuchi et Ryūtarō Hashimoto. Ces derniers l'ayant emporté, les partisans de Hata et Ozawa ont quitté le parti. Il devient, à la suite des élections législatives de juillet 1993, le troisième parti du Japon avec 55 députés.

L'adoption de la motion de censure du 18 juin 1993 entraîne immédiatement l'organisation d'élections législatives anticipées le 18 juillet suivant. Si le PLD reste alors le premier parti japonais, avec 36,6 % des suffrages et 223 sièges sur 512, il perd la majorité absolue (ce n'est toutefois pas la première fois) et réalise le plus mauvais score électoral de toute son histoire. De plus, les trois partis dissidents précédemment cités s'allient aux autres partis de l'opposition traditionnelle non communiste (le Parti socialiste japonais, le Kōmeitō, le Parti social-démocrate et la Fédération sociale-démocrate) pour former une coalition anti-PLD qui réussit à réunir une majorité et à former deux gouvernements successifs entre août 1993 et juin 1994 (dirigés successivement par Morihiro Hosokawa puis Tsutomu Hata). Le PLD passe donc alors pour la première fois de son existence dans l'opposition.
Le nouveau chef du PLD, Yōhei Kōno, réussit toutefois à faire revenir son parti au gouvernement dès le mois de juin 1994, en formant une grande coalition avec le Parti socialiste japonais et le Nouveau Parti pionnier. Pour ce faire, il doit néanmoins accepter l'élection au poste de Premier ministre du socialiste Tomiichi Murayama. Cette concession fragilise beaucoup sa position au sein du parti, avec de nouvelles dissidences emmenées par l'ancien Premier ministre Toshiki Kaifu qui rejoint le nouveau grand parti d'opposition formé par les membres de la coalition anti-PLD ayant rejeté l'idée de grande coalition, le Shinshintō ou Parti de la nouvelle frontière. Le résultat mitigé du PLD aux élections à la Chambre des conseillers de 1995 (si le groupe PLD augmente par rapport au précédent scrutin de 1992, il ne gagne que quatre sièges et est encore loin, avec 110 conseillers sur 252, de la majorité absolue qu'il a perdue en 1989) finit de lui enlever ses derniers soutiens et il doit laisser la présidence du parti à Ryūtarō Hashimoto en octobre 1995. Yōhei Kōno est ainsi, à ce jour[Quand ?], le seul leader du PLD à n'avoir jamais exercé la fonction de Premier ministre.

### Retour difficile à une place dominante (1996-2001)

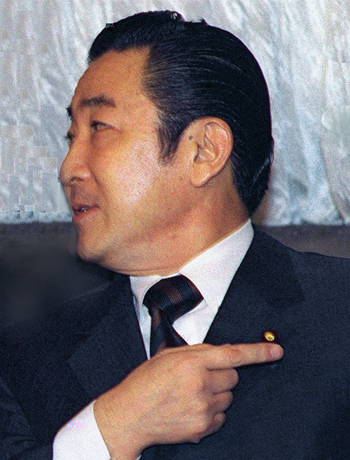
Ryūtarō Hashimoto

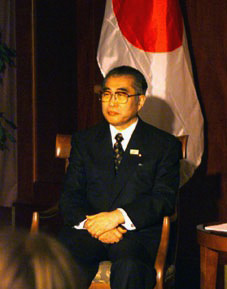
Keizō Obuchi

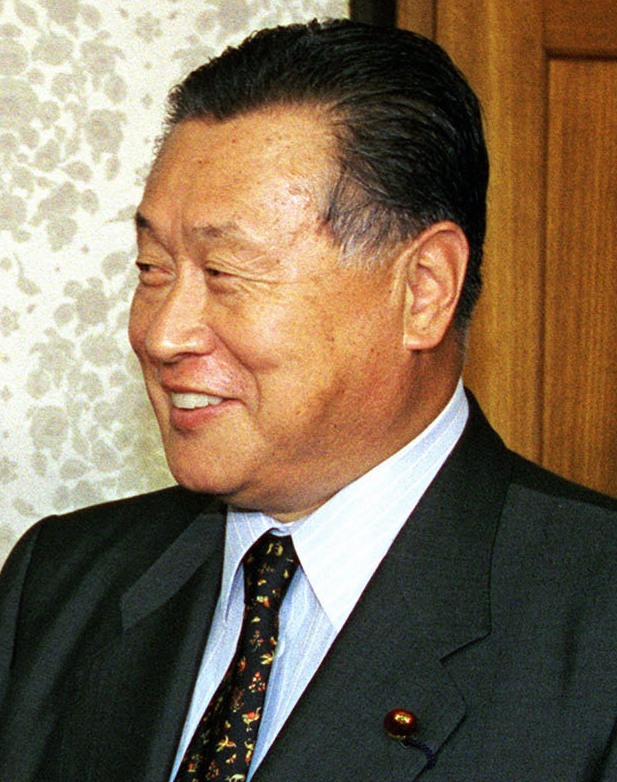
Yoshirō Mori

Le retour d'un Premier ministre PLD, à savoir Ryūtarō Hashimoto à partir de janvier 1996, et bien qu'il soit resté pendant tout son mandat à la tête du gouvernement jusqu'en octobre 1998 à la tête de la grande coalition, provoque le retour vers le PLD de parlementaires qui l'avaient quitté en 1994 pour protester contre l'accession d'un socialiste à la tête de l'État. Lors des élections législatives de 1996, malgré le nouveau système électoral mis en place en 1994 par la coalition anti-PLD afin de limiter la domination électorale du parti jugée favorisée par l'ancien mode de scrutin (vote unique non transférable dans le cadre de circonscriptions territoriales, le nouveau système combinant une partie de scrutin uninominal majoritaire à un tour dans 300 circonscriptions et 200 élus à la proportionnelle de listes dans 11 grands blocs législatifs correspondant plus ou moins aux régions du Japon), le PLD remporte un succès tout en ne regagnant pas encore la majorité absolue à lui seul, avec 239 sièges (soit 16 de plus par rapport aux élections de 1993 et 28 de plus par rapport à la chambre sortante) sur 500, 38,63 % des suffrages obtenus dans les votes de circonscription et 32,76 % à la proportionnelle. Il domine alors largement la Grande coalition, puisque le PSJ, qui souffre alors de nombreuses défections et change son nom en Parti social-démocrate, tombe alors de 55 élus en 1993 (mais déjà plus que 30 à la veille des élections de 1996) à 15 députés, et que le Nouveau Parti pionnier, ayant connu lui aussi son lot de dissidence notamment en direction du tout nouveau Parti démocrate du Japon, tombe lui de 13 représentants en 1996 (et plus que neuf en septembre 1996) à deux sièges seulement. De plus, le lent délitement du Shinseitō entre 1996 et 1997, laisse le PLD pratiquement sans opposition jusqu'en 1998 et surtout provoque le ralliement continu d'anciens du PLD retournant dans leur famille politique d'origine, si bien que le parti finit par retrouver progressivement à lui seul la majorité absolue entre 1996 et 2001, son groupe atteignant 271 membres sur 500 à la veille des élections de 2000.
Néanmoins, le retour à une mauvaise situation économique à la suite de la crise asiatique de 1997 rend le gouvernement Hashimoto plutôt impopulaire et le PLD réalise un très mauvais score à la Chambre des conseillers aux élections de 1998 puisque son groupe au sein de cette assemblée passe de 110 à 106 élus sur 252. À la suite de ce semi-échec, la Grande coalition éclate et Hashimoto doit démissionner. Il est remplacé par Keizō Obuchi, qui forme cette fois une coalition de droite unissant, sur un programme de réforme de l'État et de diminution du poids de l'administration, le PLD au Parti libéral, tout juste formé sur les décombres de l'ancien Shinshintō par le libéral Ichirō Ozawa, et vite rejoint par le parti centriste confessionnel, ressuscité après avoir participé lui aussi au Shinshintō, du Nouveau Kōmeitō. Les élections de 1998 démontrent également l'apparition d'un nouveau mouvement, le Parti démocrate du Japon qui, fort désormais de 95 représentants et de 47 conseillers, commence à constituer une opposition certes encore limitée mais qui ne cessera par la suite de se renforcer.
Ainsi, aux élections législatives de 2000 puis de 2003, le PLD chute ou bien stagne, tout en bénéficiant à chaque fois de plusieurs ralliements qui lui permettent de regagner la majorité absolue en cours de législature (le nombre d'élus passe de 239 sur 500 en 1996 à 271 à la fin de la législature, puis chute à 233 sur 480 aux élections de 2000 et remonte à la fin de cette législature en 2003 à 247 avant de tomber à nouveau à 237 à la suite du scrutin de 2003), tandis que le PDJ ne cesse de croître (de 95 élus à sa création en 1998, il passe à 127 élus sur 480 en 2000, puis à 137 à la fin de la législature et enfin à 177 à la suite du scrutin de 2003, réussissant même alors à battre le PLD pour la partie de l'élection se déroulant à la proportionnelle). De plus, le Parti libéral se sépare en deux en 2000 entre 18 députés favorables au maintien de l'alliance avec le PLD et qui forment le Parti conservateur (devenu en 2002 le Nouveau Parti conservateur avant de se fondre dans le PLD à la suite des élections de 2003), et 18 autres, fidèles d'Ichirō Ozawa, qui restent au sein du Parti libéral et rejoignent l'opposition (ils se fondront dans le PDJ avant les élections de 2003). Ainsi, à la suite des élections de 2000, le nouveau Premier ministre Yoshirō Mori dispose d'une majorité beaucoup plus faible que ce dont il pouvait disposer auparavant (271 députés sur 480, le PLD chutant donc de 271 à 233 sièges, mais ses deux alliés perdant également alors des sièges, le Nouveau Kōmeitō passant de 42 à 31 élus et le Parti conservateur de 18 à 7 représentants).

### Renouveau: Jun'ichirō Koizumi (2001-2006)

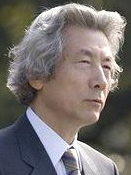
Jun'ichirō Koizumi

L'arrivée au pouvoir en 2001 du réformateur libéral Jun'ichirō Koizumi marque un tournant considérable dans l'histoire du PLD, en allant à contre-courant de sa direction habituelle. Particulièrement charismatique et au style personnel tranchant avec celui de ses prédécesseurs (notamment par son utilisation massive des médias comme moyen de communication), il se rend vite populaire et réussit à gouverner en se libérant du poids des factions internes au parti. Il met également en place une politique résolument libérale de démantèlement des vestiges de l'État-providence japonais (avec surtout les privatisations en 2005 de la Japan Highway Public Corporation et de la Japan Post, mais aussi la réforme bancaire, la loi de décentralisation de 2003 ou la loi de fusion des municipalités de 2004 visant à réduire le nombre de ces dernières, notamment en zone rurale).
Les élections législatives de 2005 sont l'apogée de sa politique de réforme en profondeur du PLD et du Japon : ayant dissous la Chambre des représentants à la suite du rejet par la Chambre des conseillers de son projet de privatisation de la poste japonaise (projet qui a entraîné l'entrée dans l'opposition de nombreux représentants de la vieille garde du parti, les « rebelles postaux » comme Shizuka Kamei), Koizumi transforme ces élections anticipées en un véritable plébiscite de sa politique de réforme et l'utilise pour moderniser le PLD. En effet, profitant des nombreuses défections des « rebelles postaux », il leur oppose de jeunes hommes et femmes récemment entrés en politique et qui lui sont entièrement dévoués (surnommés les « assassins »). C'est alors un franc succès : le parti de Koizumi réussit, pour la première fois depuis 1993, à obtenir la majorité absolue à lui seul lors d'une élection législative, avec 296 représentants sur 480, réunissant 47,77 % des suffrages dans les circonscriptions uninominales et 38,18 % à la proportionnelle. Il s'agit du plus important résultat électoral obtenu par le PLD depuis 1960.
Le PLD est en grande partie dominée par des dynasties, les fils de politiciens leur succédant dans le fief électoral familial. La moitié des députés du parti pour la mandature 2005-2009 appartiennent à des dynasties politiques, tout comme cinq des six premiers ministres qui se sont succédé depuis 1996. L'argent et le "capital d'influence" – le statut social – sont des éléments clés pour faire carrière en politique. La plupart des premiers ministres japonais présentaient des liens avec l'aristocratie.

### Un parti à la recherche d'un leadership (2006-2009)

Popularité des partis politiques d'avril 2005 à août 2009 (NHK Broadcasting Culture Research Institute) :
PLD
PDJ
Kōmeitō
PCJ
PSD
Divers
Indépendants

Popularité des partis politiques depuis août 2009 (NHK Broadcasting Culture Research Institute) :
PLD
PDJ
Kōmeitō
PCJ
PSD
Divers
Indépendants

Mais, à la suite du retrait (annoncé en 2005) de Jun'ichirō Koizumi en septembre 2006, se pose alors la question de sa succession. En effet, trois Premiers ministres se succèdent alors en trois ans (Shinzō Abe de 2006 à 2007, Yasuo Fukuda de 2007 à 2008 et Tarō Asō de 2008 à 2009). Touché à nouveau par des scandales à répétition (non plus politico-financiers, mais plutôt de gestion, comme celui de la perte de plusieurs milliers de dossiers de retraites en 2007 ou encore la collision d'un navire de guerre avec un bateau de pêche en 2008) tandis que le Japon rentre à nouveau dans une période de crise économique à quoi s'ajoute un creusement du fossé social, le PLD et ses dirigeants atteignent des sommets d'impopularité.
C'est dans ce contexte que, pour la première fois de son histoire, le PLD perd sa place de premier parti du Japon lors d'un scrutin parlementaire : il n'obtient ainsi que 28,1 % des suffrages et 37 sièges sur les 121 qui étaient renouvelés lors des élections de la Chambre des conseillers en 2007, soit nettement moins que les 39,5 % et 60 élus du PDJ. Ainsi, le PLD ne dispose plus que de 83 sièges sur 242 à la chambre haute du parlement, et les 20 conseillers de son traditionnel allié du Nouveau Kōmeitō ne lui permettent pas d'atteindre la majorité absolue. En revanche, celle-ci est détenue par les 109 élus du PDJ et ses alliés de l'opposition non-communiste. Cette défaite est confirmée deux ans plus tard avec la perte de l'autre partie de la Diète, la Chambre des représentants, lors des élections législatives du 30 août 2009. Le PLD y réalise le plus mauvais score de toute son histoire : avec 38,68 % des suffrages exprimés au scrutin majoritaire et 26,73 % à la proportionnelle, contre respectivement 47,43 % et 42,41 % au PDJ, le parti perd 155 circonscriptions et en tout 177 sièges, pour n'obtenir que 109 députés sur 480. Les démocrates obtiennent à eux seuls la majorité absolue, avec 308 élus.

### Principal parti d'opposition (2009-2012)
Élu président du parti le 28 septembre 2009, Sadakazu Tanigaki est seulement le deuxième chef de l'opposition de l'histoire du PLD (après Yōhei Kōno). Sa manière de mener le parti est vite contestée au sein de son propre parti. Plusieurs voix s'élèvent pour lui reprocher de ne pas assez mettre à profit les difficultés du gouvernement (notamment les affaires de financement politique touchant le Premier ministre Yukio Hatoyama et le secrétaire général Ichirō Ozawa) et la baisse de ce dernier dans les sondages pour renforcer la position du PLD qui reste à un niveau de popularité relativement bas, de ne pas être assez offensif dans les débats parlementaires (critiques formulées notamment par trois anciens ministres de Tarō Asō : Kunio Hatoyama, Kaoru Yosano et le populaire Yōichi Masuzoe) et de ne pas aller assez vite dans la modernisation du parti (appelée tout particulièrement par ses deux adversaires de l'élection à la présidence, Tarō Kōno et Yasutoshi Nishimura).
Cela se traduit par de nombreuses dissidences. En décembre 2009, trois membres de la Chambre des conseillers quittent le parti pour siéger comme indépendants : Kōtarō Tamura de la préfecture de Tottori le 18 décembre (il rejoint finalement le PDJ le 8 février 2010, un changement de camp d'autant plus préoccupant pour le PLD qu'il fait partie des conseillers dont le mandat doit être renouvelé lors de l'élection de juillet 2010), Tamon Hasegawa de celle d'Ibaraki le 22 et Toshio Yamauchi de Kagawa le 25 (cette défection-ci est toutefois perçue comme un « échange » avec le petit parti du Club Kaikaku, un allié jusque-là du PLD, auquel Yamauchi, qui a d'ores et déjà annoncé qu'il ne se représentait pas au scrutin de juillet 2010, adhère le 8 janvier 2010, tandis que six jours plus tard l'un des membres du Club, Shinpei Matsushita, rejoint le principal parti d'opposition afin d'obtenir son investiture dans la préfecture de Miyazaki aux prochaines élections).
Mais les dissidences les plus inquiétantes pour le PLD interviennent au printemps 2010. Ainsi, Kunio Hatoyama démissionne à son tour officiellement le 24 mars 2010. Il est suivi par Kaoru Yosano et le secrétaire général délégué du parti Hiroyuki Sonoda le 7 avril (après l'avoir annoncé le 2 avril), puis le lendemain par le conseiller et ancien ministre des Transports (de 1997 à 1998) Takao Fujii et un autre membre de la Chambre haute, Yoshio Nakagawa. Ces quatre derniers fondent le 10 avril 2010 avec un « rebelle postal » de 2005, le député Takeo Hiranuma, et le gouverneur de Tokyo Shintarō Ishihara, connus pour leurs positions conservatrices et nationalistes, un nouveau parti inscrit dans l'opposition au PDJ, baptisé Tachiagare Nippon (たちあがれ日本, littéralement « Debout, Japon ») ou officiellement traduit en anglais par Sunrise Party of Japan (SPJ). Trois anciens membres de la Diète et ministres de Koizumi, toujours membres jusque-là du PLD (Toranosuke Katayama, Nariaki Nakayama et Taizō Sugimura), ainsi que la conseillère Taizō Sugimura rejoignent ce nouveau parti en mai et juin 2010. Enfin, Yōichi Masuzoe, qui mène dans les sondages comme l'homme politique préféré pour devenir le prochain Premier ministre (un sondage du Yomiuri shinbun lui donne un taux de 27 %), et le conseiller Tetsurō Yano quittent à leur tour le PLD le 22 avril. Ils rejoignent le Club Kaikaku, Masuzoe en prend la présidence, le transforme en Nouveau Parti de la réforme et le fait sortir de sa relation exclusive avec le PLD (il quitte notamment le groupe parlementaire commun qu'il partageait avec ce dernier).
Afin de contrer cette hémorragie, Sadakazu Tanigaki s'appuie sur un certain nombre de quadragénaires et quinquagénaires arrivés sur le devant de la scène politique durant l'ère Koizumi (surtout Nobuteru Ishihara, devenu secrétaire général le 9 septembre 2010, mais aussi Shigeru Ishiba ou Yuriko Koike) et organise le parti en réelle force d'opposition. Il le dote d'instances prises sur le modèle du système de Westminster en créant le 6 avril 2010 un cabinet fantôme, la « Commission de renforcement de l'administration » (政権力委員会, Seiken ryoku iinkai) ou Next Japan (ネクスト・ジャパン, Nekusuto Japan), avec pour but d'exposer dans chaque secteur les positions et propositions du parti à destination des médias, de la population ainsi que de la majorité et de participer au processus de réforme et de modernisation du parti, en tentant de préparer notamment un renouvellement générationnel. Il le remplace le 22 septembre suivant par un Shadow Cabinet plus proche de son homonyme britannique, avec un titulaire pour chaque poste ministériel du gouvernement officiel.
Les élections à la Chambre haute du 11 juillet 2010, lors desquelles le parti réalise une bonne performance sans détrôner le PDJ comme premier parti ni en voix ni en sièges, entraîne la perte de la majorité absolue à la Chambre des conseillers par la majorité au pouvoir. Sadakazu Tanigaki s'appuie sur cette situation pour faire pression sur le gouvernement, y faisant voter régulièrement des motions de censure non contraignantes contre certains ministres, poussant les Premiers ministres démocrates à remanier régulièrement leurs administrations. Et s'il fait voter certains textes de la majorité, c'est pour mieux obtenir des concessions de cette dernière. Ainsi, s'il soutient les mesures de reconstruction et d'urgences à la suite du séisme de la côte Pacifique du Tōhoku du 11 mars 2011 et à ses conséquences (tsunami, accident nucléaire de Fukushima), il fait en contrepartie renoncer le PDJ à certaines de ses promesses de campagne de 2009 (comme l'augmentation de l'aide à l'éducation des enfants ou la gratuité des péages autoroutiers), et pousse le Premier ministre Naoto Kan à la démission. De même, l'année suivante, il aide le gouvernement de Yoshihiko Noda à faire passer sa réforme fiscale et de la sécurité sociale, qui prévoit surtout une augmentation de la taxe sur la consommation, projet également défendu par le PLD, en échange de la promesse obtenue de Noda de convoquer des élections législatives anticipées (sans pour autant donner de date).

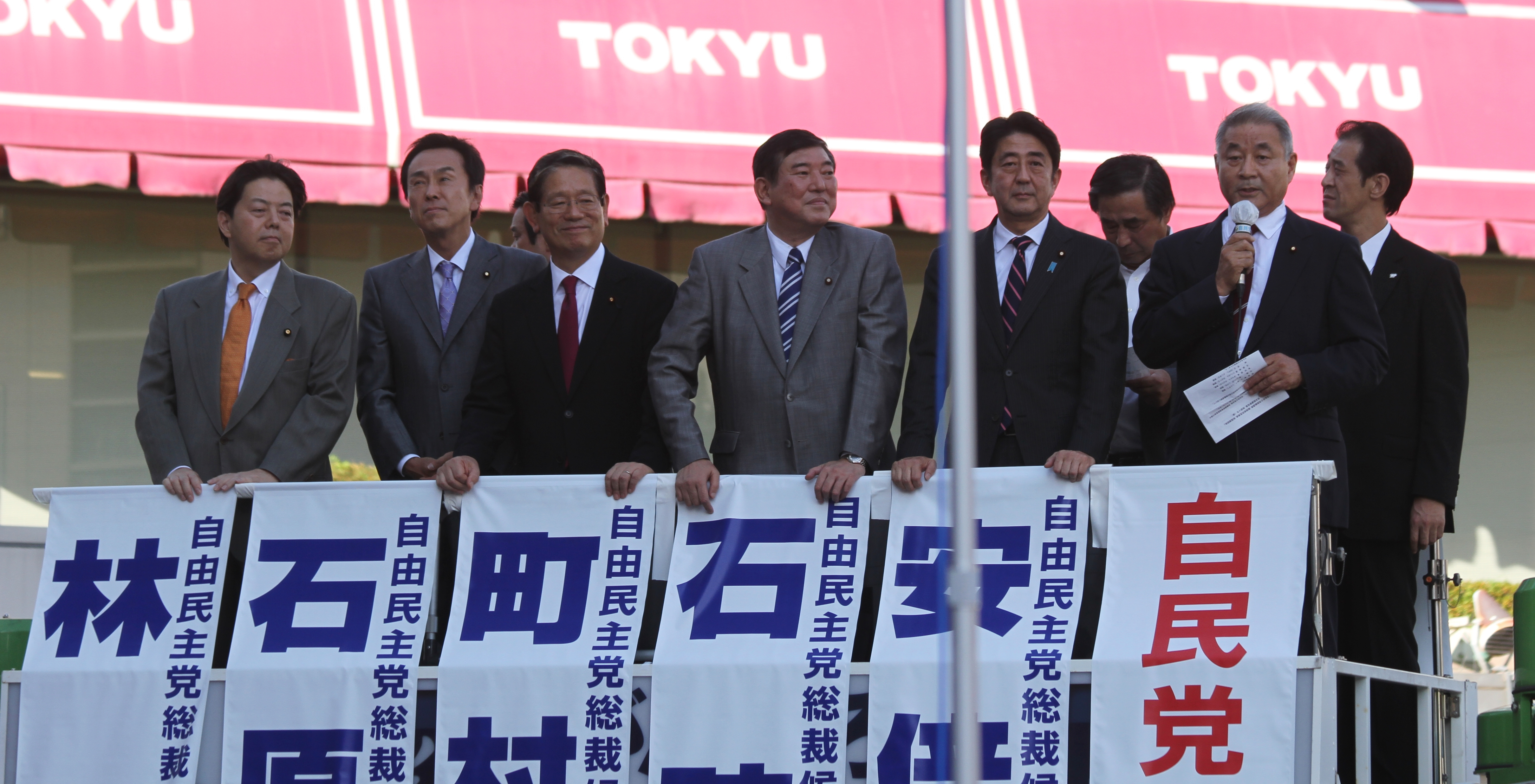
Les candidats à l'élection présidentielle du PLD à Nagano le 16 septembre 2012. De g. à dr. : Yoshimasa Hayashi, Nobuteru Ishihara, Nobutaka Machimura, Shigeru Ishiba et Shinzō Abe.

Alors que le terme du mandat de trois ans de Sadakazu Tanigaki à la tête du PLD, fixé au 26 septembre 2012, approche, de plus en plus de voix au sein du parti s'élèvent contre sa réélection, mettant en avant la volonté d'un renouvellement générationnel ou lui reprochant de n'avoir pas réussi à obtenir de Yoshihiko Noda une date précise pour la dissolution de la Chambre des représentants ni d'avoir créé un réel rebond du mouvement dans l'opinion publique. De nombreuses figures qui jusque-là avaient montré un certain soutien à sa candidature, finissent par le désavouer à partir du début du mois de septembre 2012 : Yoshirō Mori, Nobuteru Ishihara ou le chef de sa propre faction, Makoto Koga, avec qui il a toujours eu néanmoins des relations difficiles, semblent le désavouer un à un. Finalement, Sadakazu Tanigaki annonce le 10 septembre 2012 qu'il renonce à se présenter pour un deuxième mandat à la tête du PLD. S'il reconnaît que : « Nous sommes juste à un pas de retrouver le contrôle du gouvernement et je souhaitais fortement le faire de mes propres mains », il affirme dans le même temps : « Je ne pense pas que ce soit bon que deux membres exécutifs [du parti] s'affrontent », laissant ainsi le champ libre à Nobuteru Ishihara qui annonce officiellement sa candidature dès le lendemain.
Le 26 septembre 2012, à la suite d'une campagne ayant essentiellement tourné sur les questions de politique étrangère dans un contexte de fortes tensions avec les voisins du Japon sur des différents territoriaux, surtout avec la Chine sur les îles Senkaku à la suite du rachat par le gouvernement japonais de l'une d'entre elles ou avec la Corée du Sud sur les rochers Liancourt, Shinzō Abe est élu pour la deuxième fois de sa carrière politique président du PLD. Ayant conservé sa position de « faucon », sa défense de la révision de l'aspect pacifiste de la Constitution japonaise et sa tendance nationaliste, il a notamment avant le scrutin remis en question l'existence des femmes de réconfort, proposé de revenir sur la déclaration faite le 15 août 1995 par Tomiichi Murayama qui formulait des excuses pour les crimes de guerre du Japon Shōwa et appelé à ce que le Japon défende fermement ses positions concernant les territoires contestés. Il est de plus le candidat qui a le plus appelé à une alliance avec un parti récemment créé et connaissant un certain succès dans l'opinion publique, la populiste Association pour la restauration du Japon du maire d'Osaka Tōru Hashimoto. Shinzō Abe l'a emporté au deuxième tour de scrutin face à un autre « faucon » et spécialiste des questions de sécurité au sein du PLD, l'ancien ministre de la Défense Shigeru Ishiba, qui était le favori des militants et sympathisants d'après les sondages. Ce dernier est ainsi arrivé en tête du premier tour, avec 199 votes (dont 165 des trois cents alloués au vote des membres des fédérations préfectorales et trente-quatre des 197 parlementaires qui se sont exprimés) contre 141 à Abe (54 membres de la Diète et 87 délégués des militants), 96 à Nobuteru Ishihara (il arrive en tête du vote des parlementaires en rassemblant sur son vote 58 d'entre eux, mais ne gagne que 38 votes de militants), 34 à Nobutaka Machimura (vingt-sept parlementaires et sept représentants de la base) et vingt-sept à Yoshimasa Hayashi (vingt-quatre parlementaires et trois votes militants). Au second tour, ouvert aux seuls élus de la Diète, Shinzō Abe a obtenu 108 votes contre 89 à Shigeru Ishiba. Ce dernier est nommé le lendemain du scrutin secrétaire général et numéro deux du parti.

### Une nouvelle majorité PLD (depuis 2012)
Lors des élections législatives du 16 décembre 2012, le PDJ, devenu très impopulaire, subit une défaite sévère, retombant à seulement 57 sièges. Cela se traduit en contrepartie par une importante victoire en nombre de sièges du PLD, qui obtient à lui seul la majorité absolue pour atteindre les 294 élus. Le vote majoritaire explique tout particulièrement cette victoire, avec 237 des 300 circonscriptions gagnées. Par contre, à la proportionnelle, le parti n'obtient que deux sièges de plus qu'en 2009, soit 57 sur les 180 à pourvoir. Les 31 élus du Nouveau Kōmeitō (retrouvant 9 circonscriptions au vote majoritaire alors qu'il les avait toutes perdues en 2009, il n'obtient qu'un député de plus à la proportionnelle) permettent à la coalition de centre-droit, avec 325 représentants, de dépasser le seuil des 2/3 des membres de la chambre basse (soit 320 membres sur 480) nécessaires pour faire passer des textes même en cas d'avis contraire de la Chambre des conseillers, où il n'y a toujours pas de majorité. Le nombre de députés est vite porté à 295 à partir du 28 décembre 2012, avec le retour de Kunio Hatoyama.
La forte abstention (avec 40,68 % d'électeurs ne s'étant pas déplacés pour voter, il s'agit du record depuis 1945), de dix points supérieure à celle de 2009, est analysée par les médias et analystes politiques comme le signe d'un vote sanction du PDJ sans espoir réel suscité néanmoins par les libéraux-démocrates. Takeshi Sasaki, professeur de sciences politiques à l'université Gakushūin, déclare, par exemple : « Les électeurs ne se sont pas portés sur un nouveau choix, mais ont voulu punir le PDJ ». Il ajoute que la victoire du PLD « ne signifie pas que les électeurs portent les mesures défendues par le parti en haute considération. Ce serait une erreur d'interpréter le résultat de cette manière. » Les cadres de la nouvelle majorité, y compris Abe, reconnaissent eux-mêmes cet état de fait au cours de la soirée électorale. Lors d'une apparition à la télévision, ce dernier a ainsi admis que les Japonais ne lui avait pas donné une approbation à « cent pour cent », mais qu'ils voulaient plutôt « mettre fin à trois années de chaos ». Il dit de plus : « À moins de satisfaire les attentes des électeurs, leur soutien à notre égard disparaîtra. Avec ça en tête, nous devons garder un sens de tension [dans la gestion du gouvernement] ».
Le parti fait campagne sur un discours musclé et aux accents nationalistes, promettant le retour d’un Japon « fier de lui-même » apte à réimposer ses intérêts face aux voisins chinois et coréens. Le PLD inscrit dans son catalogue de campagne la révision de la Constitution et l’augmentation des dépenses militaires, suscitant l’inquiétude des milieux pacifistes. Il entend également rouvrir la plupart des centrales nucléaires fermées à la suite de la catastrophe nucléaire de Fukushima. Les marchés financiers ont montré des signes de satisfaction à l'idée du retour au pouvoir des conservateurs.
Le Parti libéral-démocrate a approuvé en 2013 la loi visant à repousser à 65 ans l’âge du départ à la retraite des travailleurs.
À la suite de l'annonce de la démission de Shinzō Abe en septembre 2020, Yoshihide Suga est choisi par les « barons » du Parti libéral-démocrate pour lui succéder. Son nom n'apparaissait pas comme une évidence puisqu'il ne recueillait que 5 % d'opinions favorables, contre 31 % pour  l'ex-ministre de la Défense Shigeru Ishiba dans les sondages sur la personnalité la plus à même de succéder à Abe. Le 14 septembre 2020, il est élu à la tête du PLD. Le nouveau Premier ministre doit sa désignation, selon le journaliste politique Tetsuo Jimbo, au fait que les dirigeants du PLD « ne se préoccupent pas vraiment de savoir qui est l’homme qui convient le mieux, quelle politique il faut pour le pays, les chefs de factions qui tiennent les manettes choisissent celui qui leur permettra de garder leur pouvoir, et les autres suivent de peur de ne pas avoir d’avenir s’ils s’écartent de la ligne. Le problème, c’est que le président du parti devient automatiquement Premier ministre par la volonté de quelques-uns ». Il est, tout comme son prédécesseur, réputé pour son orientation libérale sur les questions économiques et son désintérêt pour les questions environnementales.
Le scandale des caisses noires du PLD est révélé en 2023. La principale faction du PLD, la faction Abe, est particulièrement en cause. Quatre ministre et cinq vice-ministres sont alors chassés du gouvernement. Le scandale a débuté lorsque Hiroshi Kamiwaki, professeur de droit constitutionnel, a déposé une plainte contre les comptables des factions du PLD. Kamiwaki a identifié des disparités majeures entre les revenus collectés et ceux déclarés, mettant en lumière des manquements dans la déclaration des fonds. Des commissions secrètes non déclarées, estimées à plus de 500 millions de yens (3 millions d'euros), auraient été identifiées par le parquet financier, principalement liées à la faction Abe.

## Direction du parti

### Présidence

#### Élection

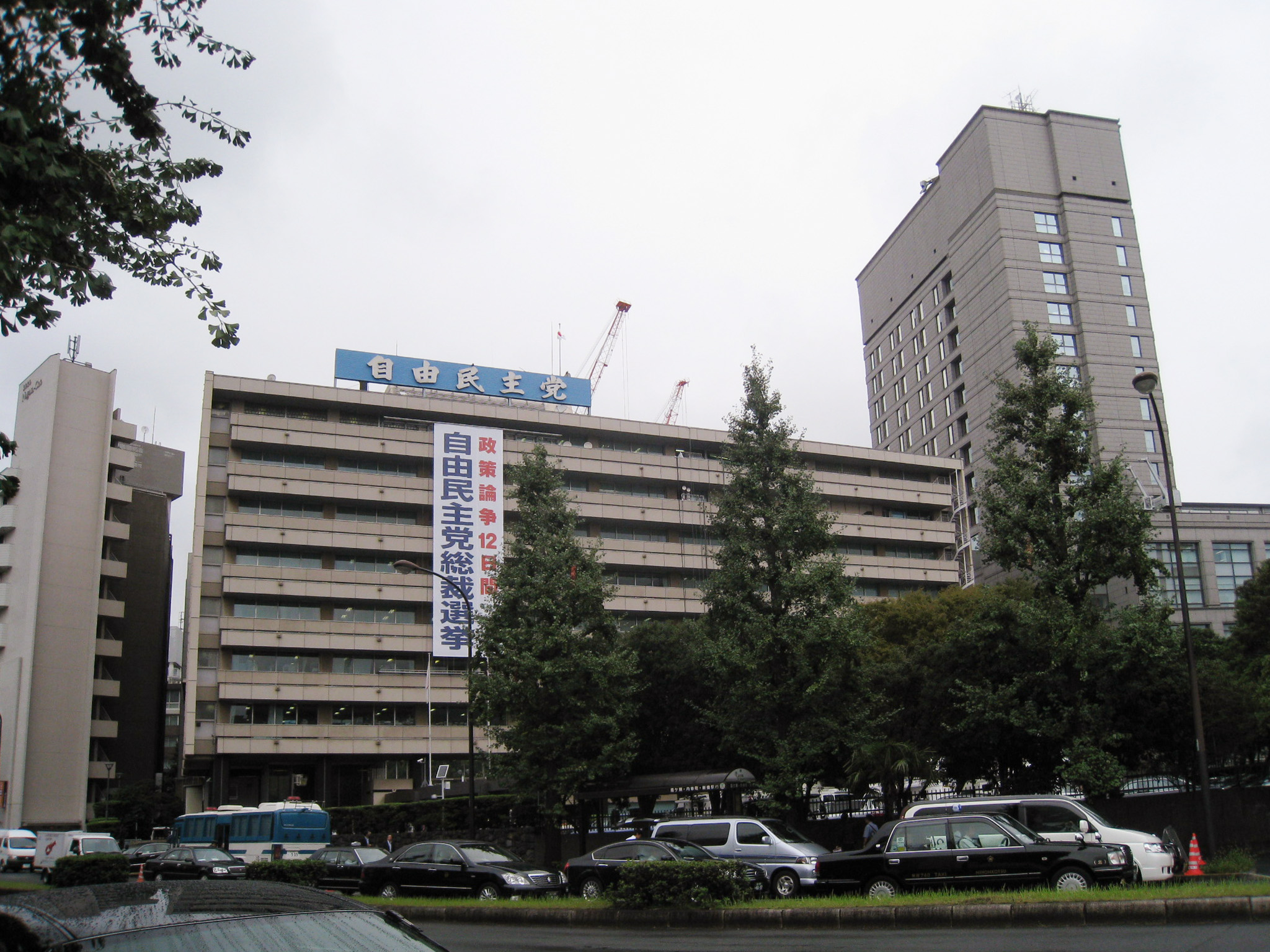
Siège du PLD le jour de l'élection de son président, le 22 septembre 2008

Jusqu'en 2001, les présidents étaient élus de manière pratiquement exclusives par les parlementaires issus du parti, quand ils n'étaient pas désignés à l'avance de manière consensuelle entre les dirigeants des factions internes. Toutefois, plusieurs expériences ont été tentées afin d'accroître le rôle des adhérents directs et réduire le poids de l'appareil central. Takeo Fukuda introduit pour les élections de 1978 un système de primaire restreinte : tous les militants participent au vote et un millier d'entre eux représente alors 1 000 voix, les deux candidats ayant obtenu le meilleur score étant ensuite présentés devant les parlementaires qui les départagent (ce mode de scrutin desservira d'ailleurs Takeo Fukuda puisqu'il est vaincu par Masayoshi Ōhira, il se désiste ensuite au second tour en faveur de ce dernier qui est donc déclaré gagnant par défaut). Quatre ans plus tard, pour l'élection du président en 1982, Zenkō Suzuki élargit encore plus ce système en établissant une primaire intégrale pour le premier tour, chaque adhérent représentant désormais une voix pour départager les candidats, les trois personnes arrivées en tête se qualifiant pour un second tour. Ainsi, Yasuhiro Nakasone est le seul président du parti à ce jour[Quand ?] à avoir été élu par la majorité des militants du parti, par 559 673 voix (57,6 % des suffrages, il n'y a pas de second tour, ces deux challengers arrivés en seconde et troisième positions se désistant en sa faveur). Par la suite, le vote réservé aux parlementaires et à quelques notables du parti est rétabli pour un temps.
Le système actuel a été établi sous la présidence de Yoshirō Mori en 2000 et appliqué pour la première fois pour l'élection de 2001 qui a vu la victoire de Jun'ichirō Koizumi. Il établit un collège électoral double composé :
- des parlementaires du parti qui disposent chacun d'une voix,
- des « membres du parti », à savoir la totalité des militants qui tous ensemble représentent entre 141 et 159 voix et votent au niveau des sections des préfectures (chacune d'entre elles dispose de trois bulletins à l'élection du président plus éventuellement 18 autres voix réparties entre ces départements selon leurs poids démographiques, ces voix sont ensuite réparties entre les candidats à la proportionnelle de l'ensemble des suffrages de militants qu'ils ont recueillis selon la méthode de la plus forte moyenne d'Hondt[66]).

Si l'un des candidats recueille plus de 50 % des voix, il est élu au premier tour. Dans le cas contraire, les deux candidats ayant recueilli le plus de suffrages s'affrontent lors d'un second tour ouvert aux seuls parlementaires.
Le mandat du président était de deux ans jusqu'en 2003, augmenté à trois ans depuis. Si un président ne peut terminer son mandat, l'élection de son successeur pour la durée restante du mandat se fait uniquement parmi les parlementaires.
La direction du PLD est dominée par de grandes familles politiciennes, remontant à avant la Seconde Guerre mondiale, et parfois même à l’époque féodale.

#### Historique des présidents

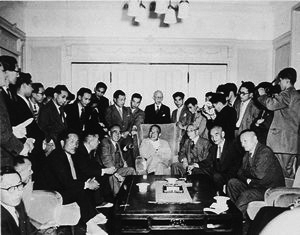
Ichirō Hatoyama et la première équipe dirigeante du PLD en 1955

Par tradition, le Premier ministre du Japon est le dirigeant du parti politique qui possède la majorité au parlement, ou tout du moins à la Chambre des représentants. Tous les premiers ministres depuis 1955 provenant du PLD, à l'exception des périodes allant de 1993 à 1996 et de 2009 à 2012, la désignation de son président a souvent signifié l'accession au poste de chef de gouvernement. Tous ses présidents, à l'exception de Yōhei Kōno (en fonction de 1993 à 1995) et de Sadakazu Tanigaki (en place du 28 septembre 2009 au 26 septembre 2012), ont été également Premiers ministres.
Liste des présidents du PLD depuis 1955 :
1. 15 novembre 1955 - 5 avril 1956 : présidence collégiale composée de :
  - Ichirō Hatoyama
  - Taketora Ogata (jusqu'à son décès le 28 janvier 1956)
  - Bukichi Miki
  - Banboku Ōno
2. 5 avril - 14 décembre 1956 : Ichirō Hatoyama
3. 14 décembre 1956 - 21 mars 1957 : Tanzan Ishibashi
4. 21 mars 1957 - 14 juillet 1960 : Nobusuke Kishi
5. 14 juillet 1960 - 1er décembre 1964 : Hayato Ikeda
6. 1er décembre 1964 - 5 juillet 1972 : Eisaku Satō
7. 5 juillet 1972 - 4 décembre 1974 : Kakuei Tanaka
8. 4 décembre 1974 - 23 décembre 1976 : Takeo Miki
9. 23 décembre 1976 - 1er décembre 1978 : Takeo Fukuda
10. 1er décembre 1978 - 12 juin 1980 : Masayoshi Ōhira
11. 15 juillet 1980 - 25 novembre 1982 : Zenkō Suzuki
12. 25 novembre 1982 - 31 octobre 1987 : Yasuhiro Nakasone
13. 31 octobre 1987 - 2 juin 1989 : Noboru Takeshita
14. 2 juin - 8 août 1989 : Sōsuke Uno
15. 8 août 1989 - 30 octobre 1991 : Toshiki Kaifu
16. 31 octobre 1991 - 29 juillet 1993 : Kiichi Miyazawa
17. 30 juillet 1993 - 30 septembre 1995 : Yōhei Kōno
18. 1er octobre 1995 - 24 juillet 1998 : Ryūtarō Hashimoto
19. 24 juillet 1998 - 5 avril 2000 : Keizō Obuchi
20. 5 avril 2000 - 24 avril 2001 : Yoshirō Mori
21. 24 avril 2001 - 30 septembre 2006 : Jun'ichirō Koizumi
22. 1er octobre 2006 - 23 septembre 2007 : Shinzō Abe (1re fois)
23. 23 septembre 2007 - 22 septembre 2008 : Yasuo Fukuda
24. 22 septembre 2008 - 28 septembre 2009 : Tarō Asō
25. 28 septembre 2009 - 26 septembre 2012 : Sadakazu Tanigaki
26. 26 septembre 2012 - 14 septembre 2020 : Shinzō Abe (2e fois)
27. 14 septembre 2020 - 29 septembre 2021 : Yoshihide Suga
28. 29 septembre 2021 - 27 septembre 2024 : Fumio Kishida
29. 27 septembre 2024 - en fonction : Shigeru Ishiba.

### Équipe dirigeante
Les membres de l'équipe dirigeante du parti sont nommés par le président du parti. La direction actuelle comprend :
Présidence
- Président : Shigeru Ishiba (Premier ministre)
  - Vice-président : Yoshihide Suga
  - Secrétaire général : Hiroshi Moriyama
    - secrétaire général délégué : Hiroyuki Hosoda (également président du quartier général unifié pour la réforme électorale)
    - secrétaires généraux adjoints : Yasufumi Tanahashi - Shinsuke Suematsu
    - 1er vice-secrétaire général : Kōichi Hagiuda
    - vice-secrétaires généraux : Asahiko Mihara - Yoshitaka Sakurada - Jun Matsumoto - Tetsuma Esaki - Hirokazu Matsuno - Norio Mitsuya - Ryōta Takeda - Tetsushi Sakamoto - Tomokatsu Kitagawa - Hiroyuki Yoshiie - Naomi Tokashiki - Ryōsei Tanaka - Hideki Makihara - Ken Saitō - Naoki Okada - Midori Ishii - Takao Makino - Yoshihiko Isozaki - Yaichi Nakahara
- directrice du bureau des ressources humaines : Kuniko Inoguchi
- directeur du bureau de la comptabilité : Takamori Yoshikawa
- directeur du bureau de recherche d'information : Masahiko Shibayama
- directeur du bureau international : Yasukazu Hamada
- président de la commission des finances : Taimei Yamaguchi
- président du commission de la stratégie électorale : Toshimitsu Motegi
- président du quartier général des mouvements et organisations : Kazunori Tanaka
  - directrice du bureau des femmes : Yumi Yoshikawa
  - directeur du bureau des jeunes : Shinjirō Koizumi
- président du quartier général des relations publiques : Hiroshi Hase

Conseil général
- Président du Conseil général : Shunichi Suzuki

Conseil de Recherche politique
- Présidente du Conseil de Recherche politique : Tomomi Inada

Affaires et groupes à la Diète
- Président du Comité des Affaires de la Diète : Tsutomu Satō
- Président de l'Assemblée générale des Parlementaires : Hidehisa Otsuji
- Président du groupe PLD à la Chambre des représentants : Kazuaki Miyaji
- Président du groupe PLD à la Chambre des conseillers : Kensei Mizote

## Idéologie et factions
Le PLD est généralement associé au conservatisme,,,,,, et au nationalisme japonais. Le parti n'a cependant pas épousé une idéologie ou une philosophie politique bien définie et unifiée, en raison de son gouvernement de longue durée, et a été décrit comme un « parti attrape-tout ». Ses membres occupent une variété de positions qui pourraient être largement définies comme étant à la droite des partis d'opposition. Nombre de ses ministres, dont les anciens Premier ministres Fumio Kishida, Yoshihide Suga et Shinzō Abe, sont affiliés à la ligue parlementaire du Nippon Kaigi, un groupe de pression ultranationaliste et traditionaliste. Traditionnellement, dans l'échiquier politique japonais, on estime que le Parti libéral-démocrate est le plus « conservateur » et que le Parti communiste japonais est le plus « progressiste ».
Le PLD est un parti conservateur sur les questions de société et libéral sur les questions économiques,. De façon générale les dirigeants issus de ce parti insistent sur la nécessité d'entretenir de bonnes relations avec l'allié américain, sur le besoin de réformer la constitution pacifiste pour permettre au pays de se doter officiellement d'une armée et sur la volonté de donner un poids politique au Japon sur la scène internationale qui soit équivalent à son rang de grande puissance économique. En particulier, Jun'ichirō Koizumi décida l'envoi des forces d'auto-défense en Irak lors de l'invasion de ce pays par les États-Unis et leurs alliés.
Profondement conservateur sur les questions de société, le PLD s’oppose au mariage pour les personnes homosexuelles, au droit pour une femme de conserver son nom de jeune fille après son mariage, intervient peu contre les discriminations pouvant viser les minorités. Souvent décrit comme un « parti d'hommes », seuls 8 % de ses députés sont des femmes (à l'issue des élections législatives de 2017).
Toutefois, il existe au sein du parti de nombreuses tendances avec des variations idéologiques, avec des franges aux marges allant du traditionalisme à une forme de progressisme voire au réformisme de type néo-conservateur sur le plan social, de quelques éléments proches du protectionnisme, du social-libéralisme ou du keynésianisme (maintien d'une certaine forme d'État-providence et donc rejet de la rigueur budgétaire) au libéralisme sur le plan économique et financier, et de la défense du multilatéralisme au nationalisme interventionniste sur le plan diplomatique.
Globalement, le Parti libéral-démocrate est un parti conservateur attrape-tout,. Le parti est ainsi décrit comme de centre droit,,,,,, mais il contient à la fois des factions d'extrême droite,,,,,,,,,,,,,, ultra-conservatrices,, avec de nombreux membres appartenant à Nippon Kaigi, et des factions centristes,.

### Divisions traditionnelles
Le PLD est donc divisé depuis sa création en une multitude de factions (派閥, habatsu), autant divisées sur le plan idéologique que correspondant à des luttes de personnes (les principes politiques peuvent également varier au sein même d'une faction). À l'origine, une fracture idéologique a longtemps existé entre les héritiers des deux grands partis qui ont présidé à la création du PLD : le Parti libéral de Shigeru Yoshida et le Parti démocrate d'Ichirō Hatoyama. Il a ainsi pendant longtemps été distingué deux formes distinctes de conservatisme japonais :

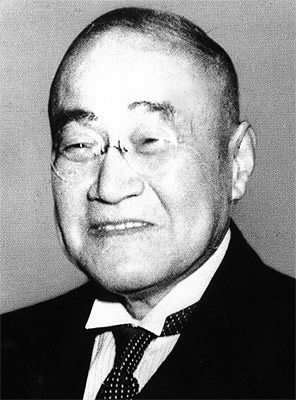
Shigeru Yoshida

- le « courant conservateur principal » (保守 本流, Hoshu honriū?), longtemps dominant, notamment durant la période du miracle économique japonais des années 1960 aux années 1980 avec des personnalités comme Hayato Ikeda, Eisaku Satō et Kakuei Tanaka (à quoi il faut ajouter deux personnalités influentes lors du lancement du PLD mais qui n'ont jamais accédé aux responsabilités et dont la faction ne leur a pas survécu : celle de Taketora Ogata puis Mitsujirō Ishii, ou encore celle de Banboku Ōno), il s'agit des héritiers de Shigeru Yoshida et de sa doctrine visant à concentrer les efforts gouvernementaux sur l'économie, et notamment l'industrie et le commerce par une forme d'étatisme, de dirigisme et d'état-providence (ou « État constructeur ») qui le rapproche du keynésianisme, voire du social-libéralisme, et par un certain degré de protectionnisme. On peut distinguer ainsi en son sein un « Conservatisme de gauche » (保守 左派, Hoshu saha?), prônant une troisième voie fondée sur les valeurs japonaises et permettant de rejeter tant le capitalisme que le socialisme, jugées comme des idéologies occidentales (Yōhei Kōno, Makoto Koga ou encore Tarō Asō peuvent être considérés comme des représentants de cette tendance, ainsi que de nombreux dissidents comme le fondateur du NPP Shizuka Kamei). Aujourd'hui, les factions du Heiseikai (héritière en partie des anciennes factions Satō puis Tanaka, fondée par Noboru Takeshita) et celles du Kōchikai et de l’Ikōkai (descendantes toutes deux de la faction Ikeda, avec des éléments toutefois du courant conservateur secondaire pour la dernière) peuvent être considérées comme relevant de cette tendance.

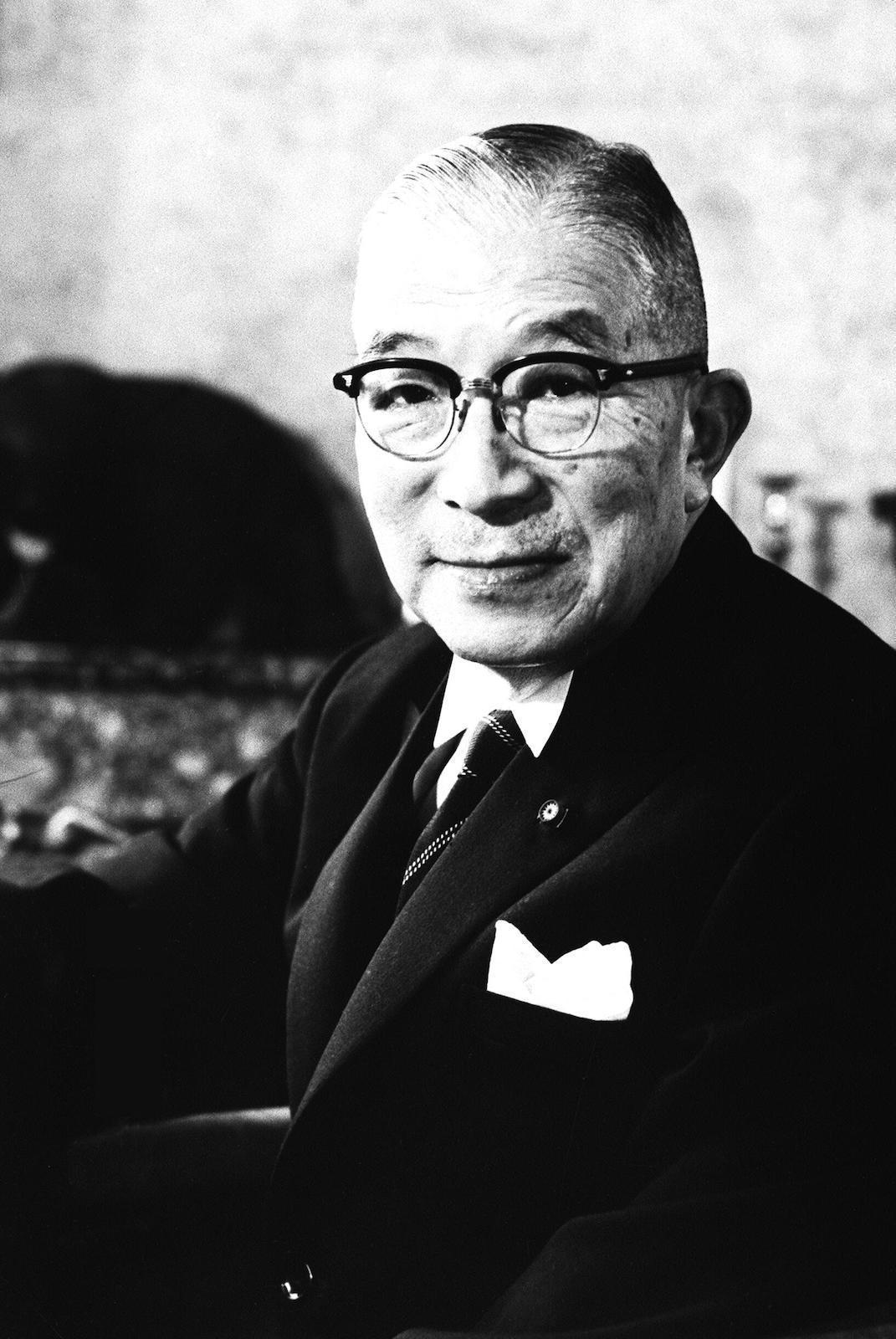
Ichirō Hatoyama

- le « courant conservateur secondaire » (保守 傍流, Hoshu bōriū?), plutôt majoritaire désormais depuis la fin des années 1990, il est l'héritier de l'ancien Parti démocrate d'Ichirō Hatoyama, Tanzan Ishibashi, Nobusuke Kishi, Ichirō Kōno et Bukichi Miki. Ses figures dominantes ont notamment été par la suite Takeo Fukuda, Yasuhiro Nakasone, Yoshirō Mori, Jun'ichirō Koizumi et Shinzō Abe. Les factions pouvant être classées dans ce courant aujourd'hui sont le Seiwakai (ex-faction Fukuda, elle-même héritière de Nobusuke Kishi mais aussi de franges issues des partisans de Ichirō Kōno, regroupés un temps dans la faction Mori en opposition à celle de Nakasone, et de Eisaku Satō), le Shisuikai et le Kinmirai Seiji Kenkyūkai (nées toutes deux de l'ex-faction Nakasone et héritières d'Ichirō Kōno) et le Banchō Seisaku Kenkyūjo (ex-faction Miki). Elles ont toutes en commun le rejet des factions dominantes du « courant conservateur principal » et appellent à une réforme profonde tant du parti que de l'État visant à en changer les pratiques qu'elles jugent bureaucratiques et opaques. Elles défendent généralement une vision assez libérale des pratiques politiques, estimant que le gouvernement représentatif doit être le véritable élément de décision politique et doit s'affranchir des pressions extérieures, notamment de la haute-administration d'État. Elles s'accordent souvent aussi sur la nécessité de faire renaître la fierté d'être Japonais passant soit par un rétablissement des valeurs traditionnelles (le Shisuikai), soit par une diplomatie plus active (sans pour autant parler de nationalisme ou de politique agressive ou militariste sur le plan des affaires étrangères, ces questions transcendant aujourd'hui totalement le jeu des factions puisque l'on retrouve à la fois des « faucons » et des « colombes » dans les deux tendances du conservatisme japonais, tandis que le Banchō Seisaku Kenkyūjo milite notamment pour le multi-latéralisme et le respect de la constitution pacifique japonaise).

La formation des équipes dirigeantes du parti, et donc du Cabinet, a toujours nécessité la mise en place d'un consensus entre ces différents groupes de pression. L'un des principaux objectifs de Jun'ichirō Koizumi était justement de mettre fin à cet équilibre jugé « bureaucratique » et de se libérer de l'influence des factions. Ceci a abouti à des courses à la présidence plus ouvertes, tout particulièrement pour celles de 2008 et 2012, avec 5 candidats à chaque fois, soit le record depuis 1966. S'y présente ces deux fois un seul chef de faction, respectivement Tarō Asō qui dirige la plus petite mais est élu avec une large majorité au premier tour et Nobutaka Machimura qui est le président de la plus importante mais est battu dès le premier tour, ainsi qu'un candidat lors des deux scrutins n'appartenant à aucun de ces groupes de pression (Kaoru Yosano, qui arrive deuxième en 2008, et Shigeru Ishiba, qui arrive en tête du premier tour en 2012 pour être battu au second). Et, en 2012, Shinzō Abe est élu alors qu'il était candidat contre le chef de sa propre faction et qu'il n'était officiellement soutenu que par les deux plus petites factions du PLD, à savoir l’Ikōkai de Tarō Asō et le Banchō Seisaku Kenkyūjo de Masahiko Kōmura. Le Premier ministre Shinzō Abe et de nombreux ministres actuels et anciens issus du PLD sont également des membres de Nippon Kaigi, une organisation ultranationaliste et monarchiste.
Cette organisation a néanmoins perduré et les factions conservent un poids malgré tout : dans le deuxième gouvernement Abe, sur les 17 ministres issus du PLD (hors Premier ministre qui, par tradition, n'appartient plus à aucune faction), 14 appartiennent encore à l'un de ces groupes dont 4 chefs (et 3 d'entre eux à des portefeuilles régaliens : Tarō Asō de l’Ikōkai comme Vice-Premier ministre et ministre des Finances, Sadakazu Tanigaki de la tendance du Kōchikai qui lui est restée fidèle à la Justice et Fumio Kishida pour la mouvance majoritaire du Kōchikai aux Affaires étrangères ; s'y ajoute Nobuteru Ishihara du Kinmirai Seiji Kenkyūkai à l'Environnement et à la Prévention des catastrophes nucléaires). Deux autres chefs de faction ont aussi des fonctions d'importance, l'un au parti (Masahiko Kōmura du Banchō Seisaku Kenkyūjo en est le vice-président) et l'autre à la Chambre des représentants (Bunmei Ibuki du Shisuikai en est élu président).
Pour pallier ces évolutions, des associations et think tank transcendant les factions se sont constitués de manière ponctuelles depuis la fin des années 1990. Ainsi, le « trio YKK » (Taku Yamasaki, Kōichi Katō et Jun'ichirō Koizumi et leurs partisans), formé au début des années 1990, avait pour but de réunir dans un même objectif (voir l'un des leurs accéder à la tête du parti pour mettre en place leur programme, ce qui sera le cas en 2001 avec l'élection de Koizumi) les différentes tendances « réformatrices » : réforme du parti, économique, administrative, politique, sociétale et constitutionnelle.

### Débats nouveaux de l'ère Heisei
Les différences idéologiques historiques ont eu tendance à s'estomper progressivement, la division en faction s'étant faite au fil du temps au gré des querelles de personnes et des héritages politiques plus que de réelles divergences de points de vue. De plus, tous ces groupes sont pratiquement aujourd'hui divisés sur la base de nouveaux débats, essentiellement en ce qui concerne la politique étrangère et de sécurité d'une part, mais aussi sur la politique financière et budgétaire.

#### Sur la politique étrangère et de sécurité
Les débats internes portent ainsi sur la défense ou non (et sous quelle forme) du nationalisme, du degré de réforme de la constitution et du maintien ou du changement de la diplomatie traditionnelle japonaise, fondée depuis la fin de la Seconde Guerre mondiale sur la « doctrine Yoshida » qui met l'accent sur la croissance économique rapide et donc la défense des intérêts commerciaux, de faibles dépenses militaires et l'alliance avec les États-Unis, à quoi s'est progressivement ajouté par la suite la coopération asiatique à travers l'action de Kakuei Tanaka puis la définition de la « doctrine Fukuda », la priorité pouvant être accordée de manière différente à l'un de ces piliers selon le dirigeant du parti.
La politologue Keiko Hirata distingue alors trois tendances particulières (elle en décrit une quatrième, le pacifisme, mais n'y range aucune personnalité du PLD) :

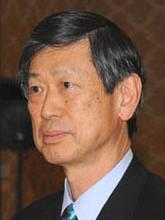
Masahiko Kōmura

- les « mercantilistes » (parfois aussi désignés par les médias internationaux comme des « colombes »), qui estiment souvent que la constitution n'a besoin d'être révisée que superficiellement et qu'une interprétation pragmatique de cette dernière ne rend par les Forces d'autodéfense anticonstitutionnelles (certains d'entre eux, tels Taku Yamasaki, Kōichi Katō ou Makoto Koga, défendent une réforme constitutionnelle limitée à une précision du rôle à donner aux FAD). Ils défendent le maintien des grandes lignes de la « doctrine Fukuda » tout en y ajoutant la défense du multilatéralisme (faire des « contributions à l'ordre mondial » par la coopération avec les autres économies avancées, l'aide au développement et la défense de l'équilibre monétaire international) et la coopération asiatique (surtout avec la Chine, la Corée du Sud mais aussi la Corée du Nord, en recherchant des solutions diplomatiques aux conflits territoriaux ou en les mettant de côté pour se contrer sur la coopération économique, et en reconnaissant voir en s'excusant pour les crimes de guerre du Japon Shōwa, les partisans de cette politique étant surnommés par les médias les « Asianistes » ou la faction pro-Chine, shin-Chuha). Longtemps le fait du « courant conservateur majoritaire » et dominant jusque dans les années 1980 et 1990, il s'agit surtout depuis le début du XXIe siècle du Kōchikai dans sa quasi-totalité (à travers Kōichi Katō et Makoto Koga qui ne sont plus parlementaires mais conservent une forte influence dans leurs factions, Ayuko Katō ou Yoshimasa Hayashi, autrefois Yōhei Kōno ou Kiichi Miyazawa, les nouveaux chefs de faction Fumio Kishida et Sadakazu Tanigaki ont pour autant évolué peu à peu vers les positions « normalistes » depuis les années 2010), du Banchō Seisaku Kenkyūjo (Masahiko Kōmura) et d'une tendance représentée dans la plupart des autres factions (Hiromu Nonaka au sein de l’Heiseikai, Yasuo Fukuda ou Nobutaka Machimura du Seiwakai, Hirofumi Nakasone ou Toshihiro Nikai du Shisuikai, Taku Yamasaki pour le Kinmirai Seiji Kenkyūkai ou Tarō Kōno pour l’Ikōkai).

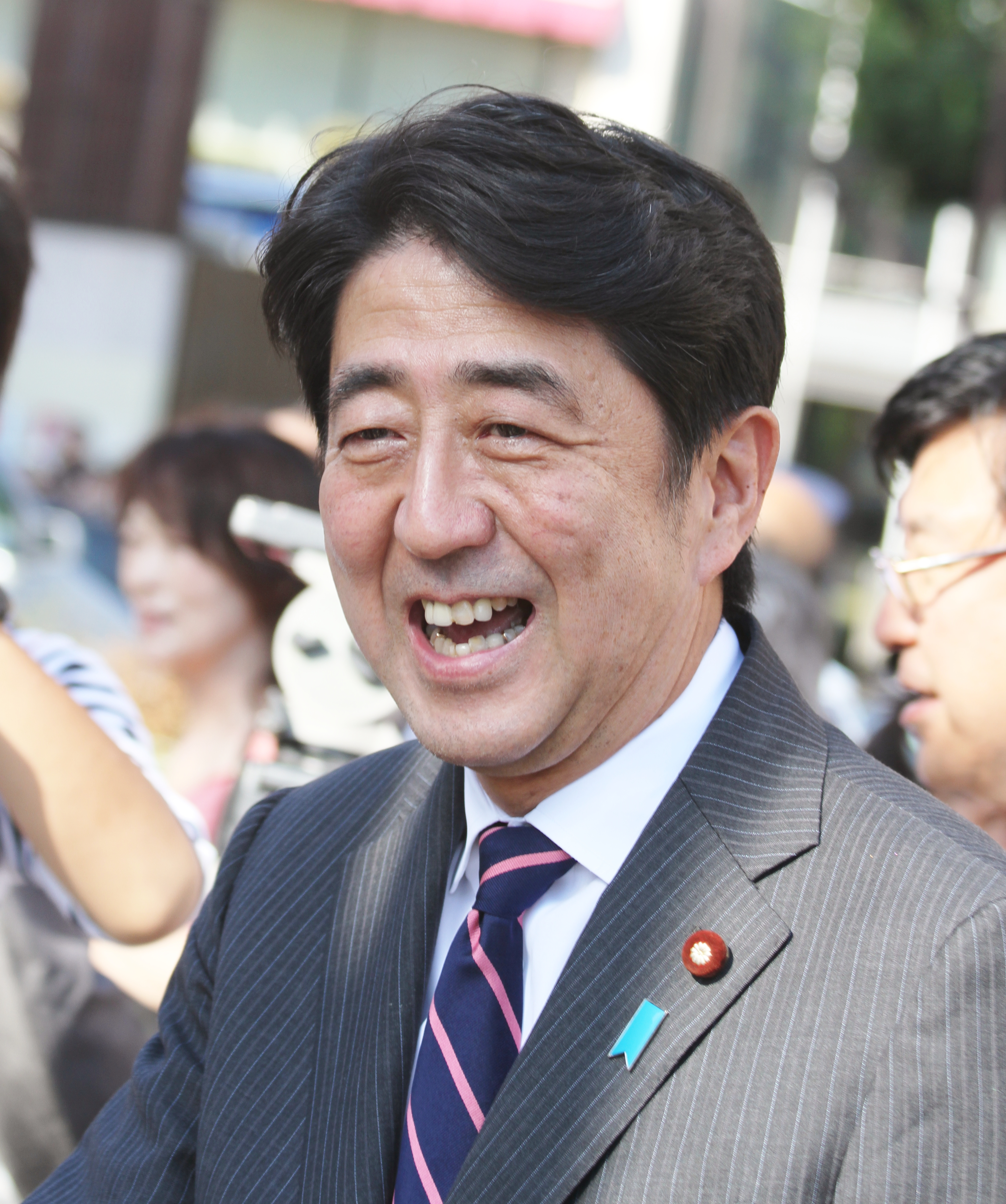
Shinzō Abe

- les « normalistes » (généralement associés par les médias internationaux aux « nationalistes » sous le terme de « faucons », aussi qualifiés de « réalistes libéraux » par Kenneth B. Pyle et de « réalistes militaires » par Mike M. Mochizuki) qui souhaitent que le Japon devienne un « État normal », et qui défendent donc surtout une révision de l'article 9 de la constitution pour y faire reconnaître le droit du pays à une auto-défense collective centrée sur l'alliance nippo-américaine (même si ce discours a été associé initialement à une défense d'une diplomatie plus indépendante des États-Unis, sur le modèle gaulliste de l'« indépendance nationale », les derniers tenants de cette position, tels Ichirō Ozawa ou Shizuka Kamei, ont pour la plupart quitté le PLD pour l'opposition) et les Forces d'autodéfense comme une armée conventionnelle pouvant intervenir pour le maintien de la paix et de la stabilité internationale. Il ne s'agit pas nécessairement pour eux de redevenir une superpuissance militaire, ni de mener une politique agressive, mais d'exercer les droits traditionnels d'une nation souveraine en matière de défense, qui sont aussi pour eux des devoirs à remplir à l'égard des alliés du Japon. La coopération régionale au sein de cette tendance s'oriente plutôt vers les autres alliés des États-Unis (la Corée du Sud et l'Australie principalement) et à une volonté de répondre fermement aux programmes militaires de la Corée du Nord ou de la Chine, sans pour autant mettre de côté toute coopération diplomatique avec ses deux pays. Quoi qu'il en soit, beaucoup de ces « normalistes » n'ayant pas quitté le PLD dans les années 1990 ou 2000 ont un rapport décomplexé à l'égard des symboles controversés du nationalisme japonais (tels que les visites au sanctuaire de Yasukuni), défendent la souveraineté japonaise sur les territoires contestés par ses voisins (surtout les îles Senkaku, les rochers Liancourt dits Takeshima et les îles Kouriles méridionales appelées Territoires du Nord) et le rejet de toute « repentance » à l'égard du passé (certains, tels Shinzō Abe, que Hirata appelle les « normalistes à tendance nationaliste », adoptent même des discours révisionnistes, surtout sur les femmes de réconfort). Tous reconnaissent toutefois la nécessité de maintenir une coopération asiatique, et éventuellement d'adapter leur vision du nationalisme japonais à ces efforts (en proposant, par exemple, de retirer les criminels de guerre de classe A de Yasukuni). Le « courant conservateur secondaire » a longtemps représenté cette tendance, triomphante une première fois à la fin des années 1950 dans son aspect d'« indépendance » à l'égard des États-Unis (à travers Ichirō Hatoyama, Tanzan Ishibashi puis Nobusuke Kishi), développée par Yasuhiro Nakasone sans réussir à remplacer la doctrine Yoshida dans les années 1980 et revenue sur le devant de la scène du parti dans son acception pro-américaine depuis les années 2000. Des membres de pratiquement toutes les factions peuvent être rangés dans cette catégorie : Jun'ichirō Koizumi, Shinzō Abe, Yuriko Koike, Ichita Yamamoto (tous quatre membres ou anciens membres du Seiwakai), Shigeru Ishiba (ancien de l’Heiseikai), Tarō Asō (chef de l’Ikōkai), Bunmei Ibuki (du Shisuikai). La plupart des membres de cette tendance, comme les « nationalistes », se retrouvent au sein du Nippon Kaigi.

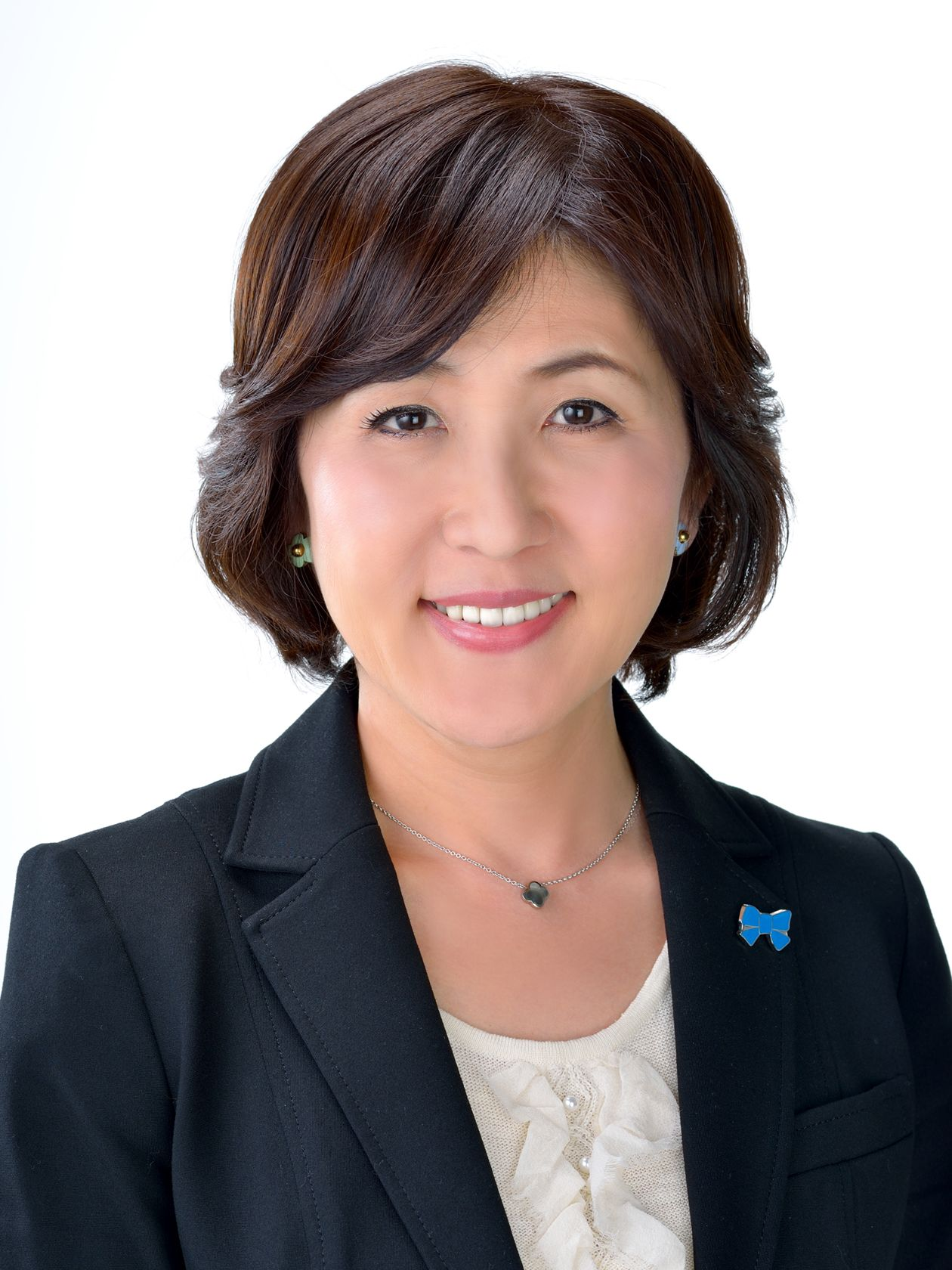
Tomomi Inada

- les « nationalistes », placée par Hirata à l'« extrême droite », marquées par leur « rejet complet de l'ordre politique d'après-guerre établi par l'occupation américaine et incarnée par la constitution ». Pour Richard Samuels, ils sont « autonomistes » (ou néo-autonomistes) et Mike Mochizuki les identifient à des « gaullistes japonais », en ce sens où ils sont concentrés sur les « qualités internes du Japon », ses valeurs, sa culture et ses traditions, tout en défendant l'envoi à l'étranger de troupes japonaises. Ils mettent en avant l'ère Meiji comme un âge d'or, le rôle de l'empereur et la nécessité de redevenir une puissance militaire. Cette tendance, qui a toujours été représentée en marge du PLD, est longtemps restée discrète avant de prendre plus d'importance à partir des années 1990, avec surtout des discours plus engagés teintés de négationnisme (beaucoup rejettent en bloc la déclaration Kōno à l'égard des femmes de réconfort ou ont coopéré, ou soutenu, le film The Truth about Nankin) et d'une forme de xénophobie surtout à l'égard de la Chine et des deux Corée. Cette aile nationaliste a été incarnée pendant longtemps par la faction de l'Association des compagnons pour une réforme libérale (自由 革新 同友会, Jiyū-kakushin dōyūkai?) d'Ichirō Nakagawa et Shintarō Ishihara qui a existé de 1979 à 1986. Elle peut se retrouver en marge du Seiwakai (Tomomi Inada) ou dans une partie du Shisuikai (Shōichi Nakagawa, décédé en 2009). Beaucoup ont toutefois quitté le parti dans les années 2000 et se retrouvent ensuite au sein de l'Association pour la restauration du Japon puis du Parti des générations futures (Shintarō Ishihara, Takeo Hiranuma, Yoshio et Nariaki Nakayama).

#### Sur la ligne budgétaire
Le dernier gouvernement de Jun'ichirō Koizumi a adopté en 2006 un plan pour retrouver un excédent primaire d'ici 2011 tant par une baisse des dépenses que par une hausse des revenus (et donc de la taxe sur la consommation). Par la suite, sa mise en œuvre a donné lieu à de vifs débats qui ont fortement divisé le parti à compter de 2007 (et a notamment été le thème central de l'élection à la présidence du PLD en septembre 2008), dans un contexte marqué par le maintien de la forte dette publique japonaise, le problème récurrent de la déflation et la crise économique de la fin des années 2000. Plus largement, les clivages portent sur la continuation, l'infléchissement ou l'arrêt des réformes menées par Jun'ichirō Koizumi entre 2001 et 2006.
Se distinguent alors trois tendances, matérialisées par trois groupes inter-factions depuis 2007, :

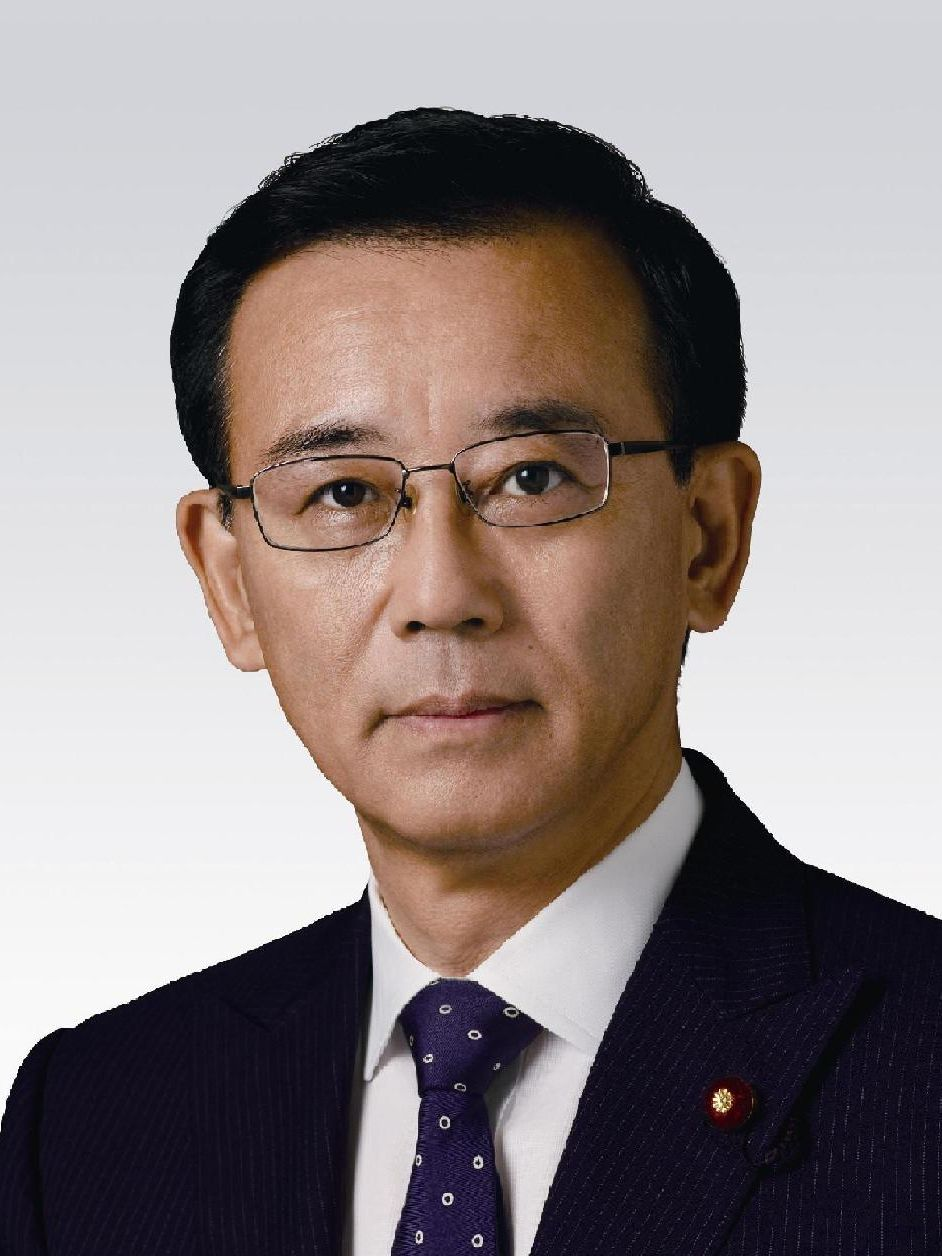
Sadakazu Tanigaki

- le « Comité pour réaliser la pensée avec correction » (正しいことを考え実行する会, Tadashiikoto o kangae jikkōsuru kai?), ou Tadashii giren (正しい議連?), il est surnommé « Faction de l'importance d'une régénération financière » (財政再建重視派, Zaisei saiken jūshi ha?) ou « Faction des faucons financiers » (財政タカ派, Zaisei-taka ha?). Il s'agit de conservateurs fiscaux adeptes de la rigueur budgétaire, et tout particulièrement de la hausse de la taxe sur la consommation afin de financer la sécurité sociale. Ils défendent les réformes de Koizumi et veulent les continuer tout en les infléchissant ou les réorientant légèrement, à la fois dans leurs priorités (en mettant l'accent pour leur part sur la réforme budgétaire) et dans leurs contenus (la plupart appelant à mener une politique sociale plus active, les réductions de dépenses devant être trouvés dans d'autres secteurs tout particulièrement celui des chantiers publics, tandis que les hausses d'impôt doivent servir à financer cette sécurité sociale qu'ils veulent renforcer). Ils soutiennent aussi généralement l'indépendance de la Banque du Japon, quitte à coopérer avec elle pour lutter contre la déflation et user de la diplomatie internationale pour infléchir le marché des changes, et s'appuient sur les fonctionnaires du ministère des Finances (tout particulièrement de la direction du budget) et de l'Agence des services financiers. Cette tendance est (ou a été) représentée surtout par Sadakazu Tanigaki et Kōichi Katō (chefs successifs d'une des deux factions rivales du Kōchikai, le dernier retiré depuis 2012), Yasuo Fukuda et Nobutaka Machimura (du Seiwakai), Bunmei Ibuki (ancien chef du Shisuikai), Nobuteru Ishihara et Taku Yamasaki (chefs successifs du Kinmirai Seiji Kenkyūkai, le dernier retiré depuis 2009), ou Takashi Sasagawa (de l’Heiseikai, retiré depuis 2009), et les dissidents Kaoru Yosano (ancien du Shisuikai qui s'est pourtant allié à la politique de relance de Tarō Asō de 2008 à 2009 et a participé ensuite à la création du Parti de l'aube du Japon en 2010, a quitté la vie politique en 2012) et Hiroyuki Sonoda (ancien du Seiwakai, il a rejoint le Parti de l'aube également puis l'Association pour la restauration du Japon). Cette politique a surtout été suivie durant le troisième gouvernement Koizumi de 2005 à 2006 et le gouvernement Fukuda de 2006 à 2007, puis à travers l'accord passé par Sadakazu Tanigaki, alors président du PLD et chef de l'opposition, avec le gouvernement démocrate de Yoshihiko Noda pour faire passer la loi de réforme de la fiscalité et de la sécurité sociale ;

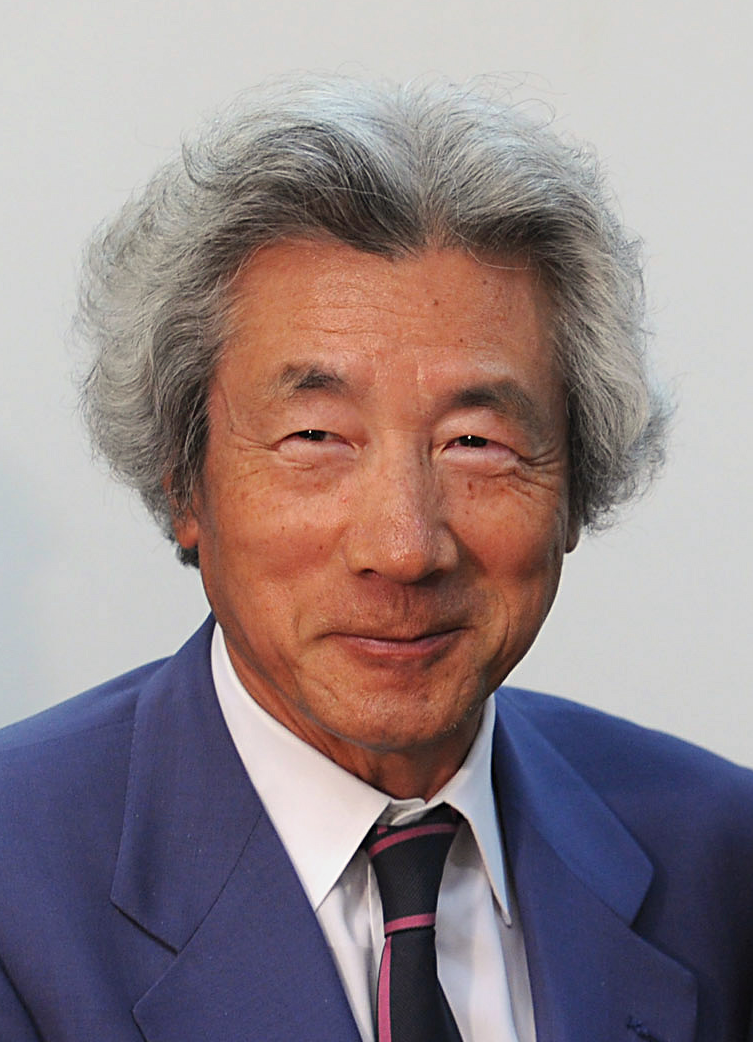
Jun'ichirō Koizumi

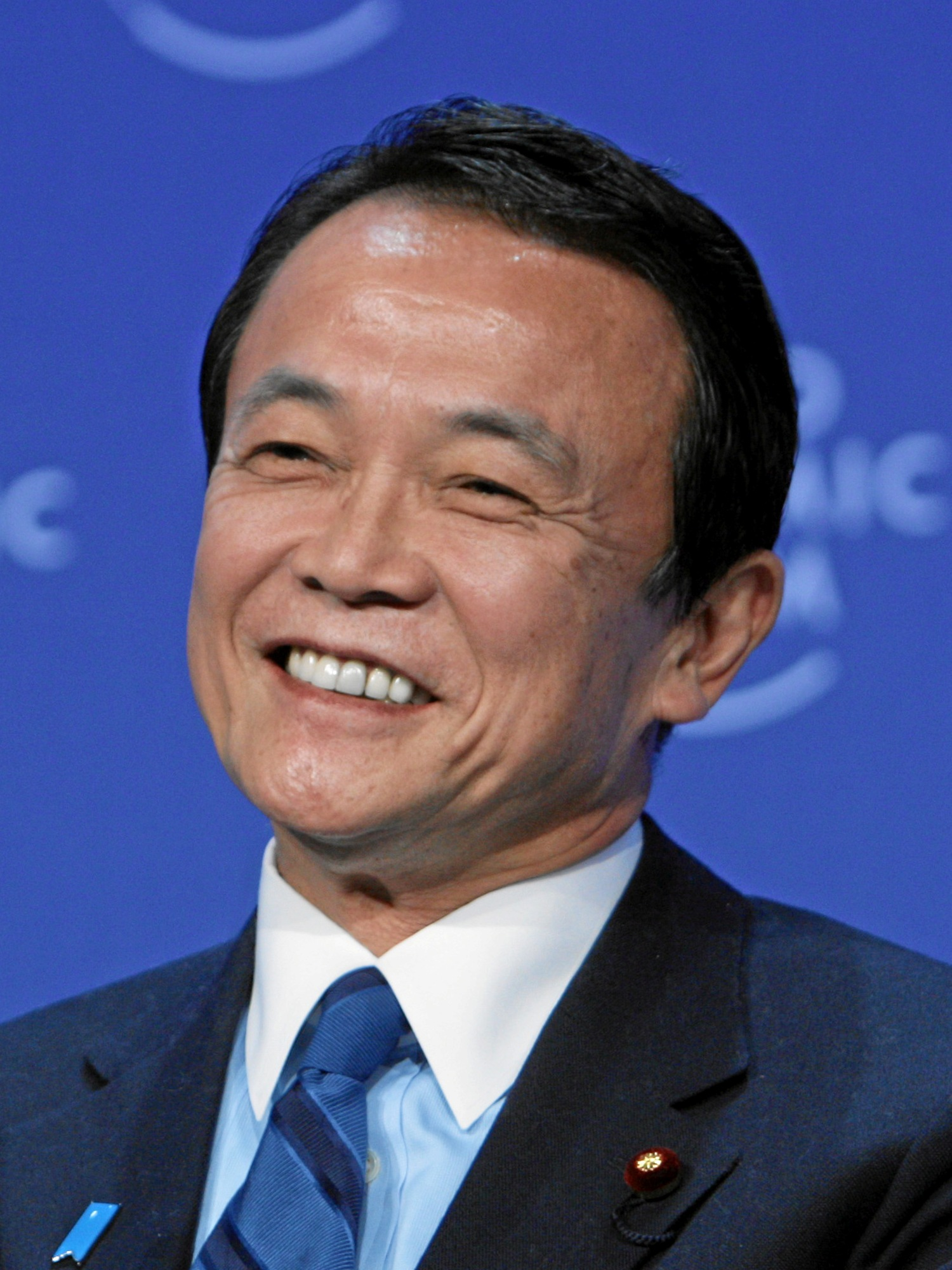
Tarō Asō

- la « Faction de la marée montante » (上げ潮派, Age shio ha?), ou plus généralement ce que Gregory W. Noble appelle les « Tax cutters » (« coupeurs de taxe »), réunissant des partisans d'une politique de réformes économiques libérales dans la continuité de la politique de Koizumi. Il s'agit surtout de Yuriko Koike, Shinzō Abe (anciens du Seiwakai, le dernier ne s'est toutefois jamais associé à l'expression de la « marée montante ») et plus généralement des anciens « Enfants de Koizumi » (Tomomi Inada du Seiwakai ou Hirotaka Ishihara qui est sans faction), d'Akira Amari (Kinmirai Seiji Kenkyūkai) ou encore de Fukushirō Nukaga (chef de l’Heiseikai), et auparavant de Hidenao Nakagawa (Seiwakai, retiré depuis 2012), Jun'ichirō Koizumi (ancien du Seiwakai, retiré depuis 2009), Heizō Takenaka (retiré depuis 2006, qui est à l'origine de l'expression de la « marée montante »), Hiroko Ōta (n'a jamais été membre de la Diète mais ministre de 2007 à 2008, elle a toutefois nié faire partie de la « Faction de la marée montante » mais Gregory W. Noble la range malgré tout parmi les « coupeurs de taxe »), Yoshimi Watanabe (est parti créé Votre Parti en 2009) ou Kōji Omi (Seiwakai, retiré depuis 2009). Ils estiment que l'équilibre budgétaire doit être atteint par une réduction des dépenses et par une libération de la croissance à l'aide de réformes structurelles, de la lutte contre la déflation (avec une politique d'assouplissement monétaire active, quitte à mettre à mal l'indépendance de la Banque du Japon), d'une déconcentration, d'une dérégulation, de privatisations et d'une baisse des impôts (surtout celui sur les sociétés) pour favoriser l'investissement et l'innovation. Ils sont pour ouvrir la gestion du budget à l'expertise de personnalités issues du privé, et s'appuient sur des économistes, universitaires (tels Heizō Takenaka ou Hiroko Ōta) ou chefs d'entreprise ainsi que sur le Conseil de la politique économique et fiscale du Bureau du Cabinet. À noter que certains membres de cette tendance sont plutôt favorables à une coopération avec la « Faction pour le report des objectifs d'excédents » (et donc à une dose de relance économique et à conditionner une hausse de la taxe sur la consommation à une reprise de l'économie), tels Shinzō Abe ou Akira Amari, tandis que d'autres au contraire s'y opposent fortement et s'associent généralement avec les « Faucons financiers », par exemple Hidenao Nakagawa (pour sa part toutefois hostile à toute augmentation des impôts), Jun'ichirō Koizumi, Yuriko Koike ou Yoshimi Watanabe. Cette politique de « réformes structurelles » et de « baisse des impôts » a été menée généralement par les trois gouvernements de Jun'ichirō Koizumi (avec une inflexion vers la rigueur à la fin du dernier) et par les quatre de Shinzō Abe, celui de 2006 à 2007 et ceux en place de 2012 à 2020 (Abe II, III et IV), continués par le gouvernement Suga de 2020 à 2021 et les Cabinets Kishida I et II depuis 2021 (avec la « Faction pour le report des objectifs d'excédents » pour ces derniers depuis 2012, à travers la politique dite des Abenomics) ;

- la « Faction pour le report des objectifs d'excédents » (黒字化目標先送り派, Kurojika mokuhyō sakiokuri ha?), dite des « Big spenders » (« gros dépensiers ») par Gregory W. Noble, comprenant des keynésiens adeptes d'une politique de relance de l'économie à l'aide des dépenses publiques (notamment par le biais de grands chantiers, soutenant souvent une forme de continuité avec l’« État-construction » du temps du miracle économique japonais) prenant le pas sur la réduction du déficit budgétaire qui doit être menée ultérieurement et sur les réformes de Koizumi dont certaines doivent être abandonnées, temporairement ou définitivement. Tous ne s'accordent pas toujours sur le champ à favoriser, cela pouvant dépendre des différentes « tribus » (族, zoku?, nom donné aux groupes de parlementaires qui se spécialisent tout particulièrement, de par leurs parcours professionnels et politiques, dans les affaires liées à un ministère, et qui tissent des réseaux particuliers avec ce dernier) auxquelles ils appartiennent (les Affaires étrangères et la culture pour Tarō Asō, les autoroutes pour Makoto Koga, l'agriculture et le commerce international pour Shōichi Nakagawa, la sécurité sociale ou l'environnement pour Shunichi Suzuki). Cette tendance est la plus opposée à une augmentation de la taxe sur la consommation et a retardé (et finalement empêché) le processus de privatisation de la poste. Elle est surtout représentée par Tarō Asō (chef de l’Ikōkai) et son beau-frère Shunichi Suzuki (également de l'Ikōkai), mais aussi Shōichi Nakagawa (jusqu'à son décès en 2009), Makoto Koga (ancien chef d'une des deux tendances rivales du Kōchikai, retiré en 2012) ou Kunio Hatoyama (ancien de l’Heiseikai). Cette politique, longtemps celle principalement défendue par le PLD jusque dans les années 1990, a également été menée lors du gouvernement Asō de 2008 à 2009 et est associée à celle des deuxième, troisième,  quatrième Cabinets Abe puis du gouvernement Suga et des première et deuxième administrations Kishida, dont Tarō Asō suivi de Shunichi Suzuki sont les ministres des Finances, depuis 2012.

### Factions
Il y a actuellement 7 factions au sein du PLD, qui, bien qu'elles disposent toutes d'un nom officiel, sont généralement désignées sous le nom de la personnalité la dirigeant. Ainsi, le Conseil pour la nouvelle politique est généralement appelé la faction Abe (安倍派, Abe-ha).
| Dénomination officielle                                                         | Création | Président | Représentants | Conseillers | Ministres | Postes de l'exécutif détenus |
| ------------------------------------------------------------------------------- | -------- | --- | ------------- | ----------- | --------- | --- |
| Conseil pour la nouvelle politique (清和政策研究会, Seiwa Seisaku Kenkyūkai)    | 1979     | Takeo Fukuda (1979-1986) Shintarō Abe (1986-1991) Hiroshi Mitsuzuka (1991-1998) Yoshirō Mori (1998-2000) Jun'ichirō Koizumi (2000-2001) Yoshirō Mori (2001-2006) Nobutaka Machimura (2006-2014) Hiroyuki Hosoda (2014-2021) Ryū Shionoya | 55            | 34          | 4         | Président de la Chambre des représentants (Hiroyuki Hosoda) Trésorier (Ryū Shionoya) Président du Conseil général (Tatsuo Fukuda) Secrétaire général du groupe du PLD à la Chambre des conseillers (Hiroshige Sekō) Secrétaire général délégué du groupe du PLD à la Chambre des conseillers (Kōtarō Nogami)                                |
| Groupe de la volonté publique (志公会, Shikōkai)                                | 1999     | Yōhei Kōno (1999-2006) Tarō Asō | 38            | 12          | 3         | Vice-président (Tarō Asō) Présidente de la Chambre des conseillers (Akiko Santō) Vice-secrétaire général (Kazunori Tanaka) Président du Quartier général des relations publiques (Tarō Kōno) |
| Groupe d'études d'Heisei (平成研究会, Heisei Kenkyūkai)                         | 1985     | Noboru Takeshita (1985-1987) Shin Kanemaru (1987-1992) Keizō Obuchi (1992-1998) Tamisuke Watanuki (1998-2000) Ryūtarō Hashimoto (2000-2004) Yūji Tsushima (2005-2009) Fukushirō Nukaga (2009-2018) Wataru Takeshita (2018-2021)          | 26            | 21          | 4         | Secrétaire général du parti (Toshimitsu Motegi) Présidente du Bureau de l'organisation du parti (Yūko Obuchi) Président du groupe du PLD à la Chambre des représentants (Hajime Funada) Président de l'Assemblée générale des parlementaires (Hidehisa Otsuji) Président du groupe du PLD à la Chambre des conseillers (Masakazu Sekiguchi) |
| Groupe du grand bassin (宏池会, Kōchikai)                                       | 1957     | Hayato Ikeda (1957-1964) Shigesaburō Maeo (1964-1970) Masayoshi Ōhira (1970-1980) Zenkō Suzuki (1980-1986) Kiichi Miyazawa (1986-1998) Kōichi Katō (1998-2000) Mitsuo Horiuchi (2000-2006) Makoto Koga (2006-2012) Fumio Kishida         | 30            | 12          | 5         | Président du parti et Premier ministre (Fumio Kishida) |
| Groupe pour un leadership volontaire (志帥会, Shisuikai)                        | 1998     | Masakuni Murakami (1998-1999) Takami Etō (1999-2003) Shizuka Kamei (2003-2005) Bunmei Ibuki (2005-2012) Toshihiro Nikai | 31            | 10          | 2         | Président du Comité de discipline du parti (Seiichi Etō) |
| Groupe du reflet de la lune sur l'eau (水月会, Suigetsukai)                     | 2015     | Shigeru Ishiba | 11            | 1           | 0         | |
| Commission pour un futur politique (近未来政治研究会, Kinmirai Seiji Kenkyūkai) | 1998     | Taku Yamasaki (1998-2012) Nobuteru Ishihara (2012-2021) | 7             | 0           | 0         | Président du Comité des Affaires de la Diète (Hiroshi Moriyama) |

## Résultats électoraux

### Chambre des représentants
| Année | Sièges    | Circonscriptions | Circonscriptions | Proportionnel | Proportionnel |
| Année | Sièges    | Voix             | %                | Voix          | %             |
| ----- | --------- | ---------------- | ---------------- | ------------- | ------------- |
| 1958  | 289 / 467 | 23 840 170       | 59,0             |               |               |
| 1960  | 300 / 467 | 22 950 404       | 58,1             |               |               |
| 1963  | 283 / 467 | 22 972 892       | 56,0             |               |               |
| 1967  | 277 / 486 | 22 447 838       | 48,9             |               |               |
| 1969  | 288 / 486 | 22 381 570       | 47,6             |               |               |
| 1972  | 271 / 491 | 24 563 199       | 46,9             |               |               |
| 1976  | 249 / 511 | 23 653 626       | 41,8             |               |               |
| 1979  | 248 / 511 | 24 084 130       | 44,59            |               |               |
| 1980  | 284 / 511 | 28 262 442       | 47,88            |               |               |
| 1983  | 250 / 511 | 25 982 785       | 45,76            |               |               |
| 1986  | 300 / 512 | 29 875 501       | 49,42            |               |               |
| 1990  | 275 / 512 | 30 315 417       | 46,14            |               |               |
| 1993  | 223 / 511 | 22 999 646       | 36,62            |               |               |
| 1996  | 239 / 500 | 21 836 096       | 38,63            | 18 205 955    | 32,76         |
| 2000  | 233 / 480 | 24 945 806       | 40,97            | 16 943 425    | 28,31         |
| 2003  | 237 / 480 | 26 089 326       | 43,85            | 20 660 185    | 34,96         |
| 2005  | 296 / 480 | 32 518 389       | 47,80            | 25 887 798    | 38,20         |
| 2009  | 119 / 480 | 27 301 982       | 38,68            | 18 810 217    | 26,73         |
| 2012  | 294 / 480 | 25 643 309       | 43,01            | 16 624 457    | 27,62         |
| 2014  | 291 / 475 | 25 461 427       | 48,10            | 17 658 916    | 33,11         |
| 2017  | 284 / 465 | 26 500 722       | 47,82            | 18 555 717    | 33,28         |
| 2021  | 259 / 465 | 27 626 157       | 48,08            | 19 914 883    | 34,66         |
| 2024  | 191 / 465 | 20 867 762       | 38,46            | 14 582 690    | 26,73         |

### Chambre des conseillers
| Année | Total des sièges | Sièges gagnés | Proportionnel | Proportionnel | Circonscriptions | Circonscriptions |
| Année | Total des sièges | Sièges gagnés | Voix          | %             | Voix             | %                |
| ----- | ---------------- | ------------- | ------------- | ------------- | ---------------- | ---------------- |
| 1956  | 122 / 250        | 61 / 125      | 11 356 874    | 39,7          | 14 353 960       | 48,4             |
| 1959  | 132 / 250        | 71 / 125      | 12 120 598    | 41,2          | 15 667 022       | 52,0             |
| 1962  | 142 / 250        | 69 / 125      | 16 581 637    | 46,4          | 17 112 986       | 47,1             |
| 1965  | 140 / 251        | 71 / 125      | 17 583 490    | 47,2          | 16 651 284       | 44,2             |
| 1968  | 137 / 250        | 69 / 125      | 20 120 089    | 46,7          | 19 405 546       | 44,9             |
| 1971  | 131 / 249        | 62 / 125      | 17 759 395    | 44,5          | 17 727 263       | 44,0             |
| 1974  | 126 / 250        | 62 / 125      | 23 332 773    | 44,3          | 21 132 372       | 39,5             |
| 1977  | 125 / 249        | 63 / 125      | 18 160 061    | 35,8          | 20 440 157       | 39,5             |
| 1980  | 135 / 250        | 69 / 125      | 23 778 190    | 43,3          | 24 533 083       | 42,5             |
| 1983  | 137 / 252        | 68 / 126      | 16 441 437    | 35,3          | 19 975 034       | 43,2             |
| 1986  | 143 / 252        | 72 / 126      | 22 132 573    | 38,58         | 26 111 258       | 45,07            |
| 1989  | 109 / 252        | 36 / 126      | 17 466 406    | 30,70         | 15 343 455       | 27,32            |
| 1992  | 106 / 252        | 68 / 126      | 20 528 293    | 45,23         | 14 961 199       | 33,29            |
| 1994  | 111 / 252        | 46 / 126      | 10 557 547    | 25,40         | 11 096 972       | 27,29            |
| 1998  | 102 / 252        | 44 / 126      | 17 033 851    | 30,45         | 14 128 719       | 25,17            |
| 2001  | 111 / 247        | 64 / 121      | 22 299 825    | 41,04         | 21 114 727       | 38,57            |
| 2004  | 115 / 242        | 49 / 121      | 16 797 686    | 30,03         | 19 687 954       | 35,08            |
| 2007  | 83 / 242         | 37 / 121      | 16 544 696    | 28,1          | 18 606 193       | 31,35            |
| 2010  | 84 / 242         | 51 / 121      | 14 071 671    | 24,07         | 19 496 083       | 33,38            |
| 2013  | 115 / 242        | 65 / 121      | 18 460 404    | 34,7          | 22 681 192       | 42,7             |
| 2016  | 120 / 242        | 55 / 121      | 20 114 788    | 35,91         | 22 590 793       | 39,94            |
| 2019  | 113 / 245        | 57 / 124      | 17 712 373    | 35,37         | 20 030 331       | 39,77            |
| 2022  | 119 / 245        | 63 / 124      | 18 256 245    | 35,43         | 20 603 298       | 38,74            |
| 2025  | 101 / 245        | 39 / 124      | 12 808 307    | 21,64         | 14 470 017       | 24,46            |